# 教堂建筑

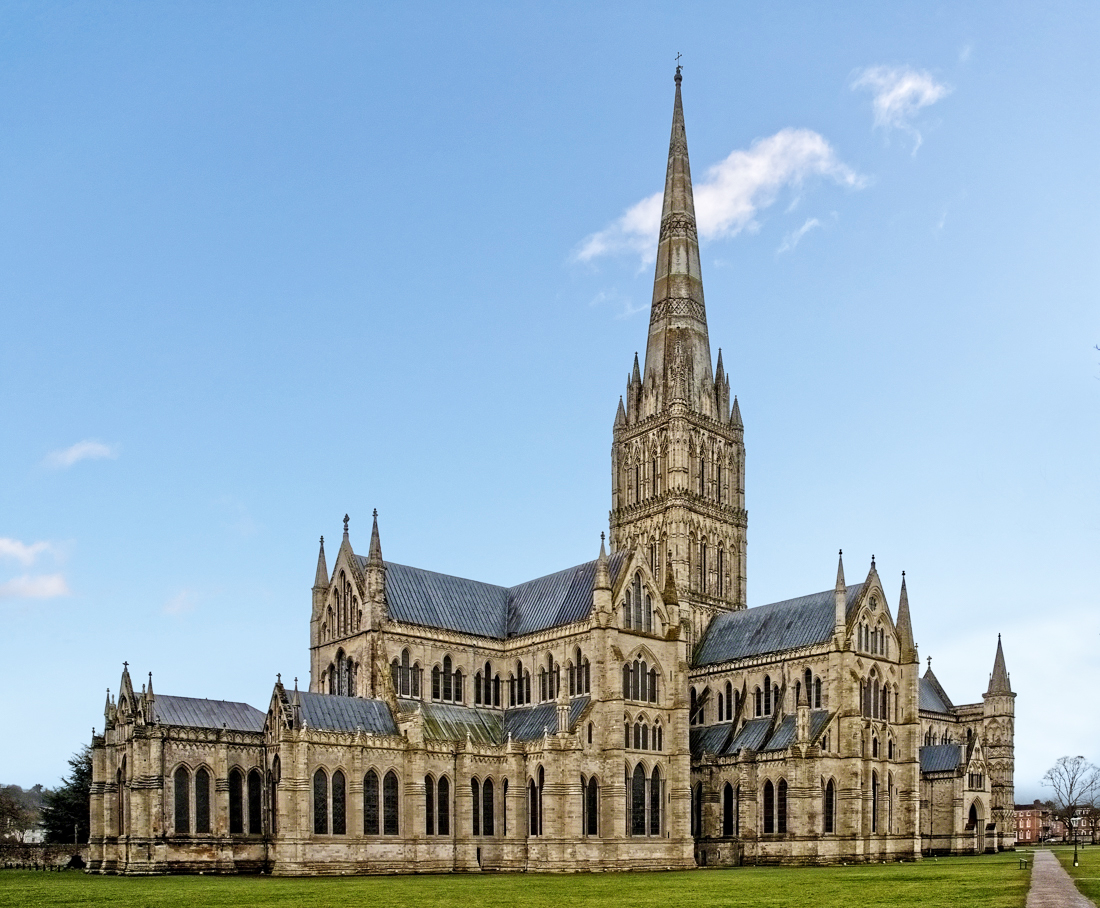
索尔兹伯里座堂有英国最高的教堂尖顶

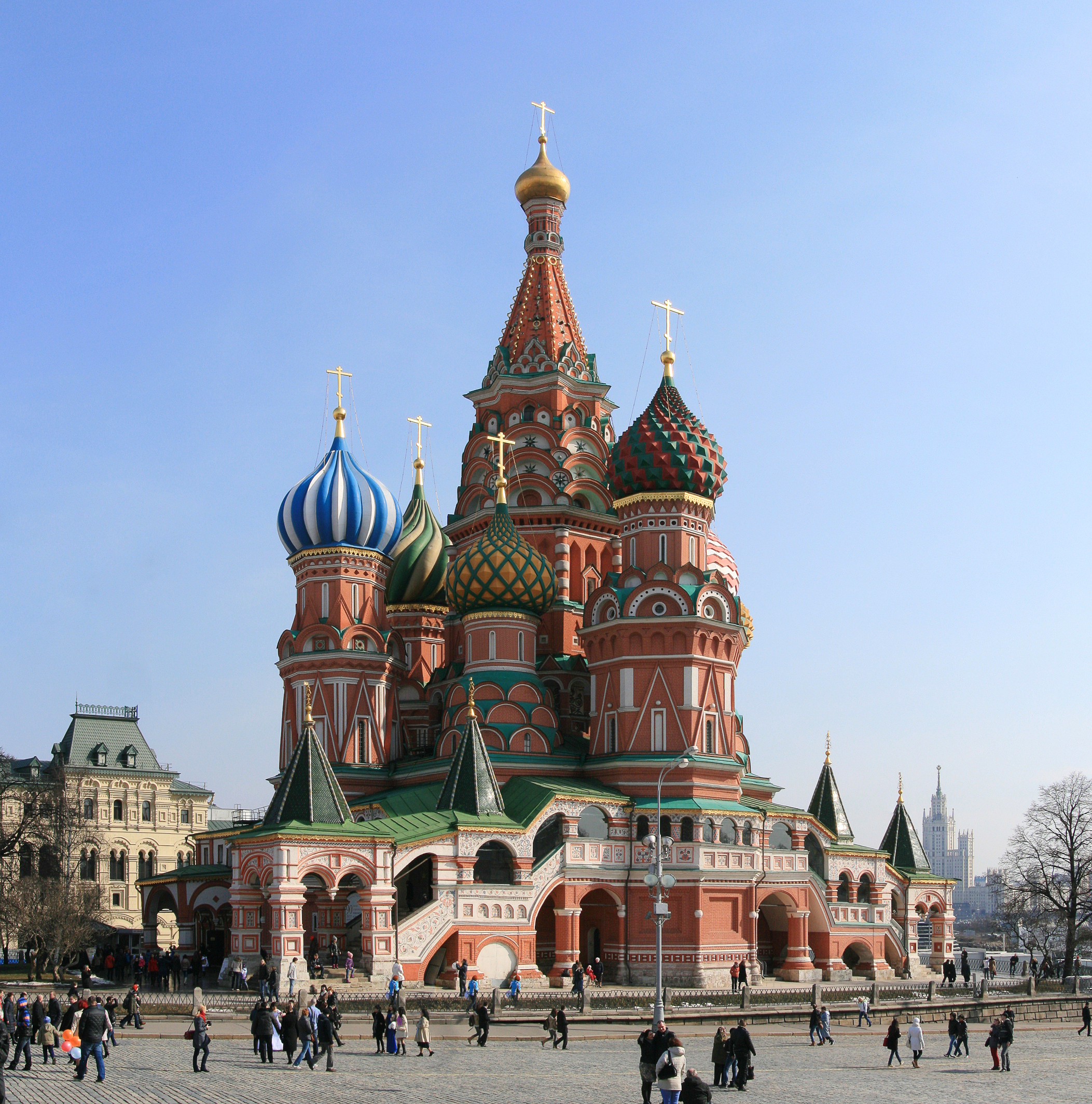
莫斯科圣瓦西里主教座堂，常被视作俄罗斯的象征

教堂建筑通常用在討論教會中地位特殊的教堂，例如宗座圣殿、主教座堂和一些修道院教堂。
它们都遵从产生于君士坦丁大帝时期的早期基督教建筑传统的形式、功能，卻因其特殊的教會、社會地位，而往往展現出更高水準的當代建築風格和最高超的工匠手藝。這些地位較高的教堂常會衍生出复杂建筑结构，不多見於普通的教区教堂。此类主教座堂往往是其教区内最好的建筑之一，并成为地區的骄傲。许多主教座堂和宗座圣殿，以及一些大教堂，都是世界上最著名的建筑作品。这包括聖伯多祿大殿、巴黎聖母院、科隆主教座堂、索爾茲伯里座堂、圣维特主教座堂、林肯座堂、圣但尼圣殿、圣母大殿、圣维塔教堂，聖馬爾谷聖殿宗主教座堂，西敏寺，聖瓦西里主教座堂，以及未完工的圣家堂和改造為清真寺，现在作为博物馆使用的圣索菲亚大教堂等。
最早的教堂可以追溯到古典时期晚期。随着基督教的传播，其教堂也在世界各地建设开来。它们的形式取决于当地的材料和技术水平。通过主教下发到其他区域的一纸命令，作为建筑师的主石匠在世界各地兴建起了不同风格的建筑。这些风格先后有早期基督教风格、拜占庭风格、罗马式、哥特式、文艺复兴式、巴洛克式、18至20世纪初的各种复兴风格，以及现代风格。在各种学术风格之上还糅合了当地的区域特征。

## 作用

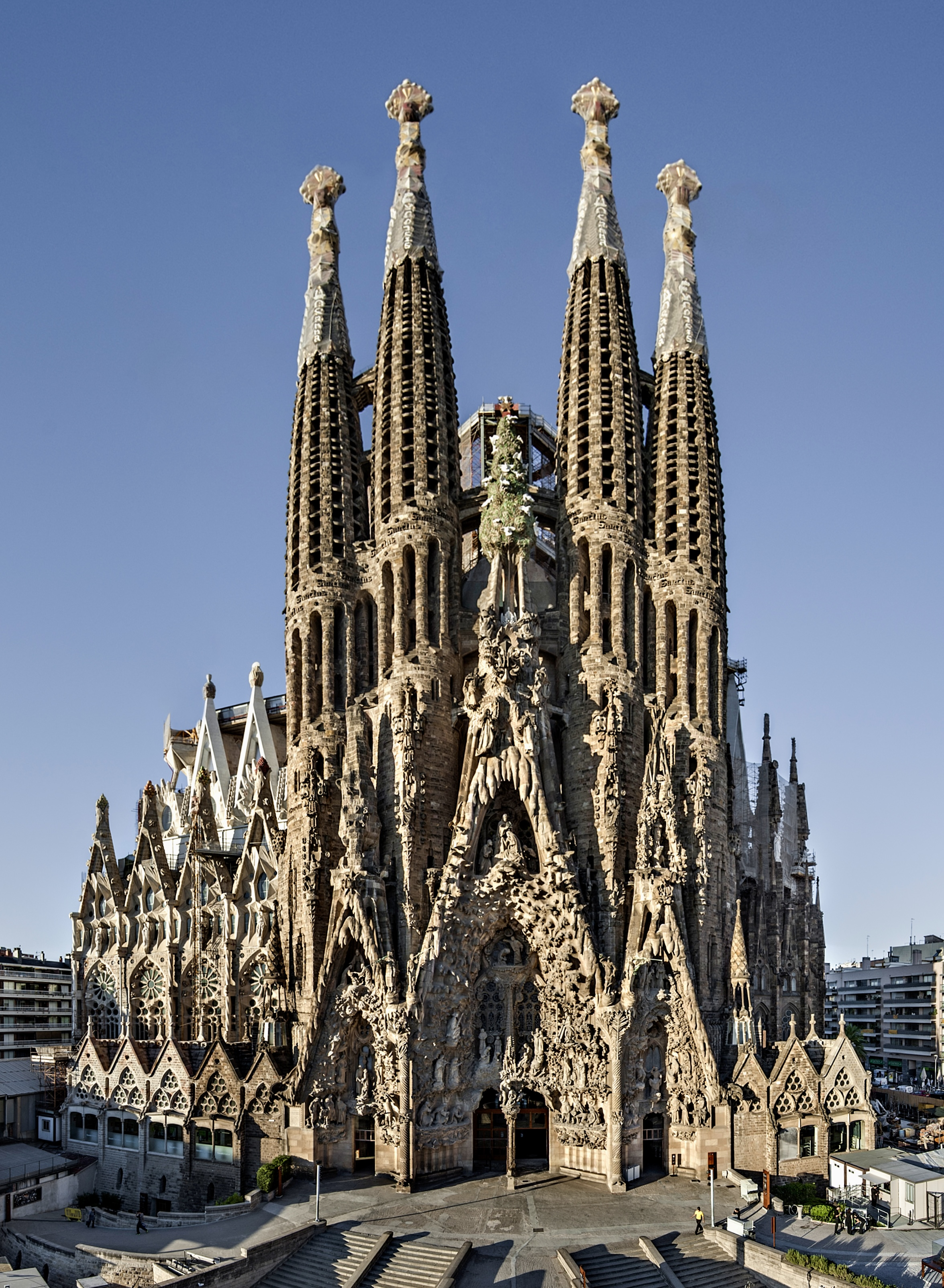
建筑风格上独树一帜的宗座圣殿圣家堂综合了传统哥特式的结构和新艺术运动风格的绘画、当地艺术及其作者高迪的想象力。

世界上诸多最大和最具有建筑意义的教堂中，很多都是建成为主教座堂（Cathedral）或修道院（Abbey）使用的。在天主教教堂中，又有许多被升级为宗座圣殿（Basilica）。下面这些类别不是排他性的。一个教堂既可以是修道院，又可以是主教座堂，也可以是宗座圣殿。一些雄偉的新教教堂，如乌尔姆大教堂，就不是其中任何一个类别。而其他的，如西敏寺，之前曾是修道院和主教座堂。从天主教的观点来看，所有的東正教和新教教堂不会被指定为“宗座圣殿”。主教座堂（Cathedral）一词在东正教和新教里，有时非主教座堂的大教堂，也会冠以此名。一些重要的教堂也被称为“寺”（Temple）或者“礼拜堂”（Oratory）。

### 主教座堂
在這些類型的建築中，主教座堂（Cathedral）可能是最廣為人知的。在某程度上，“主教座堂”或者“大教堂”這個詞，有時被錯誤地應用於任何巨大或者雄偉的教堂。事實上，主教座堂不一定要很大或者雄偉，儘管許多主教座堂的確是這樣的。主教座堂的名稱來源於“主教”（Cathedra）或者“主教的寶座”（拉丁語：ecclesia cathedralis）。主教座堂作為教區主教的駐地，具有特殊的教會地位和管理職能。
主教作為地方神職人員管理者的作用，從公元1世紀就開始了。 兩百年後，隨著羅馬皇帝康斯坦丁一世在313年宣布基督教合法化，教堂迅速地建立了起來。羅馬興建了5個非常大的教堂，雖然經歷很多變動或重建，它們在今天依然還存在。這包括羅馬大教堂（現拉特朗聖若望大殿），以及更加著名的梵蒂岡聖伯多祿大殿。 
主教座堂的建築形式很大程度上取決於它們作為主教駐地的儀式功能。主教座堂是與其他基督教教堂一樣慶祝聖事、誦讀聖經、進行禮拜、禱告和佈道的場所。但是一般來說，在主教座堂裡這些事情會比小教堂裡做得更加精緻、華麗和宏偉。這些排場在重要的禮拜儀式期間尤其講究，如施堅振聖事或授聖職的時候。主教座堂也通常是地方或國家政府相關的儀式場所，主教為君主加冕或市長任職主持儀式。

主教座堂
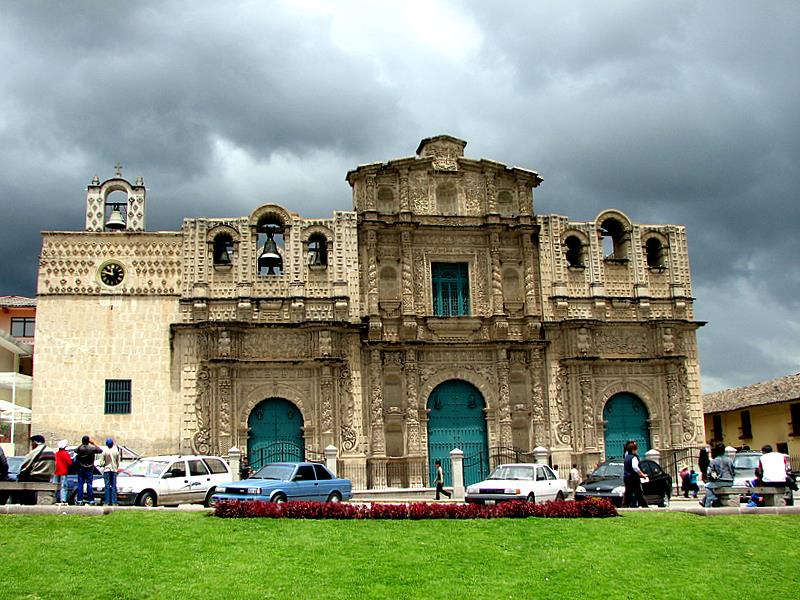
卡哈马卡大教堂，秘鲁
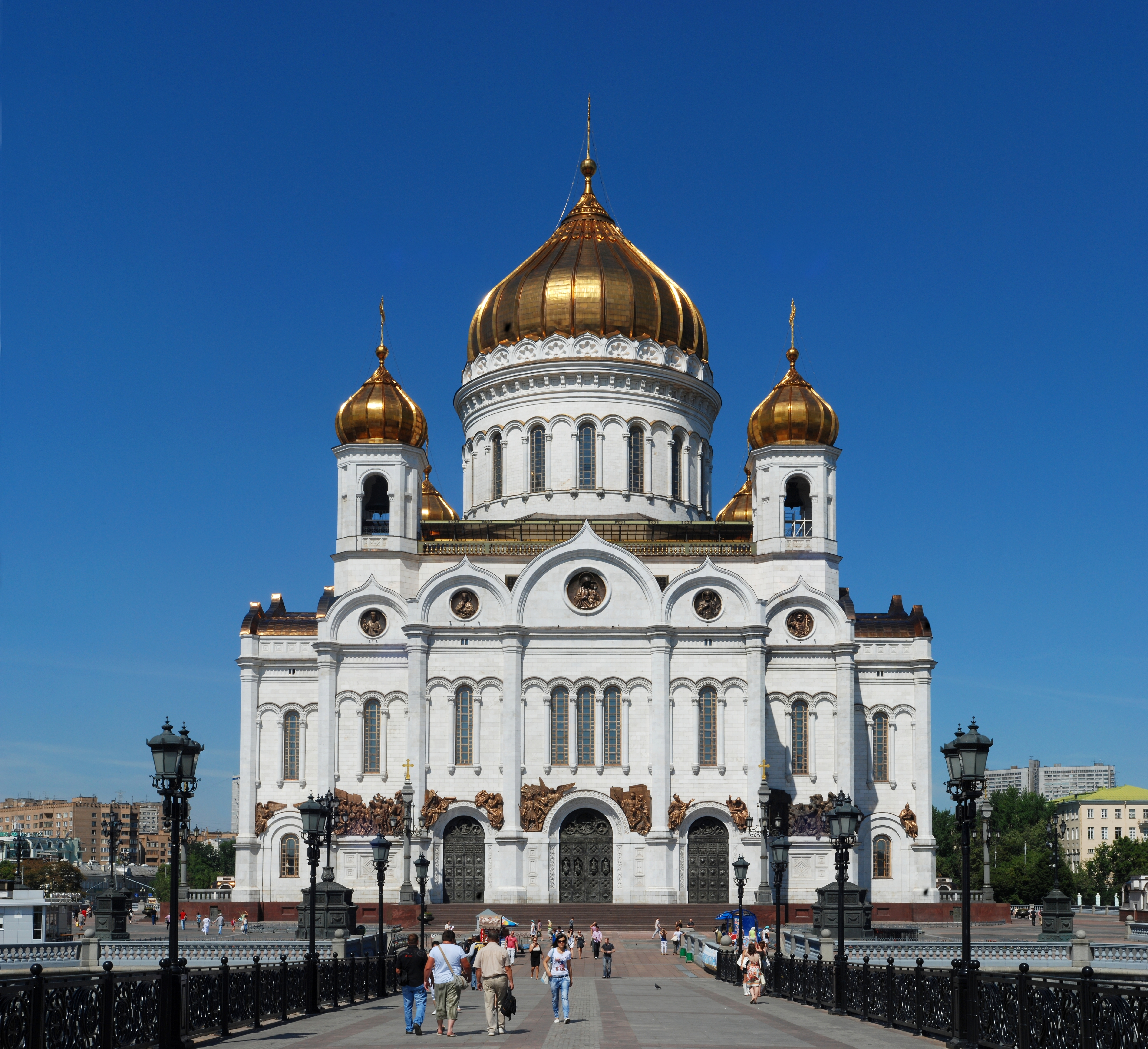
基督救世主主教座堂，俄罗斯莫斯科
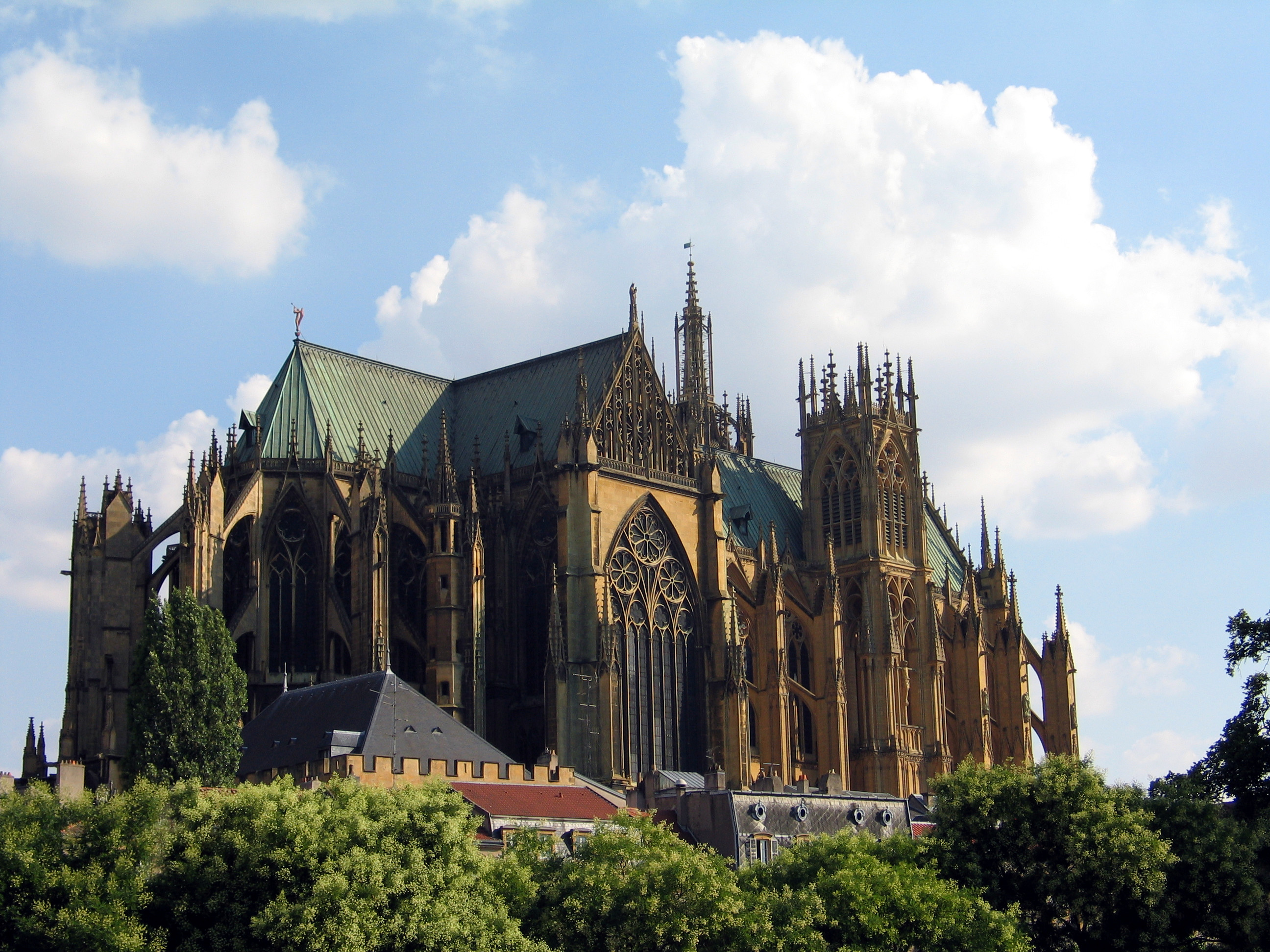
梅斯主教座堂，法国梅斯

### 宗座圣殿
巴西利卡（Basilica）这个词，当应用于教堂时，可以有两种方式。在建筑上，它代表跟古罗马类似的巴西利卡建筑：平面呈长方形，有一个中殿，两侧通过廊柱分隔出侧廊，一端有后殿。而在教会意义上，巴西利卡即宗座圣殿，是教皇指定的教堂，并因此获得了某些特权。
被指定为宗座圣殿的可以是主教座堂、修道院、圣地或者教区教堂。四个所谓的“特级宗座圣殿”是公元4世纪罗马的四个教堂：拉特朗的聖若望大殿、聖伯多祿大殿、城外聖保祿大殿以及聖母大殿。世界上有超过1500个教堂被指定为次级宗座圣殿。如此多指定的原因是因为教堂是朝圣的地点，包含了圣徒的遗物或者宗教朝拜的对象，如所谓的真十字架的碎片。这些教堂通常较大，具有相当的建筑学意义。它们包括亚西西的圣方济各圣殿、伯利恒的圣诞教堂、葡萄牙的法蒂玛圣母朝圣地、上海的佘山进教之佑圣母大殿、马尼拉的圣母无原罪圣殿主教座堂、墨西哥城的瓜达露佩圣母圣殿等。

宗教圣殿
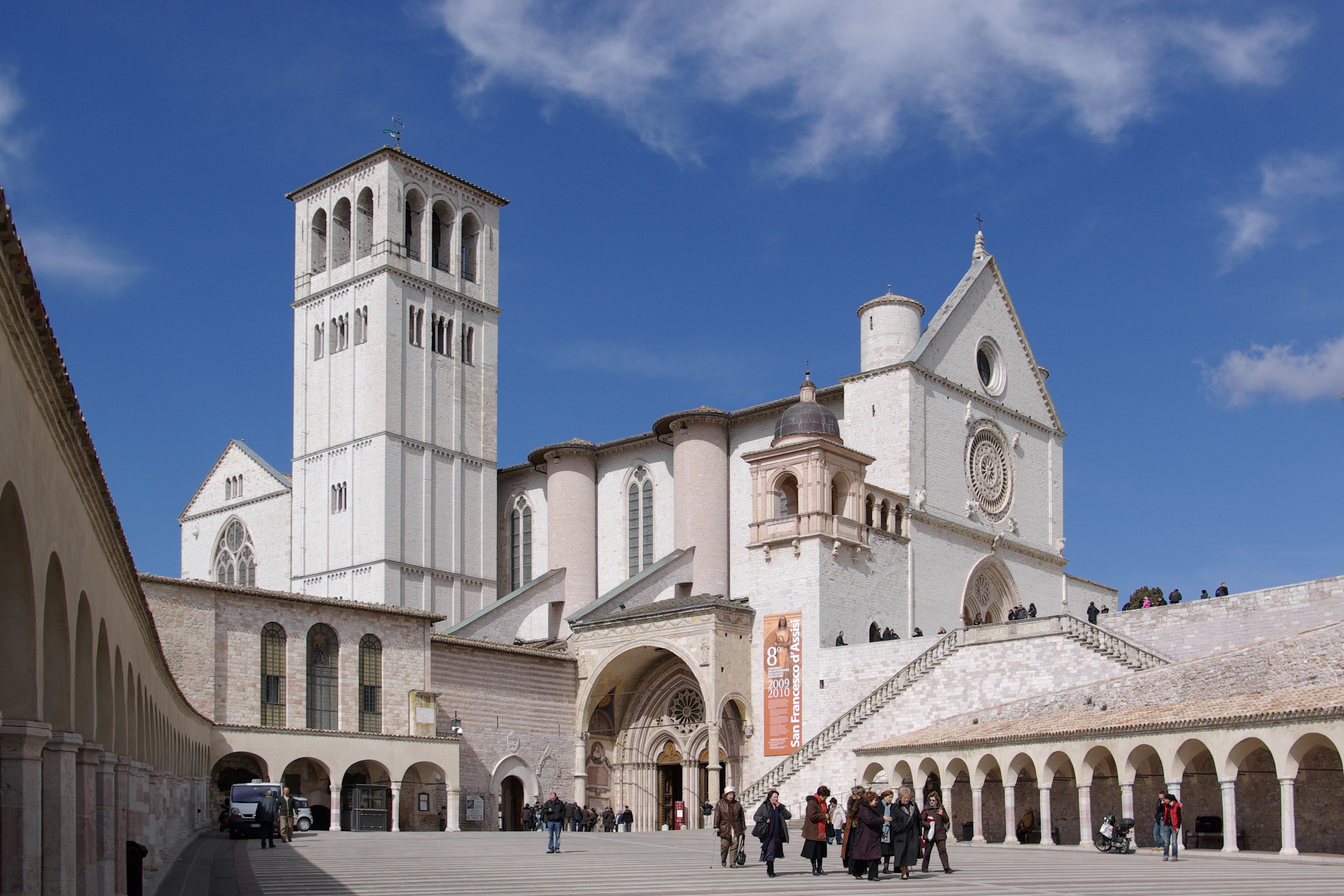
意大利的亚西西的圣方济各圣殿
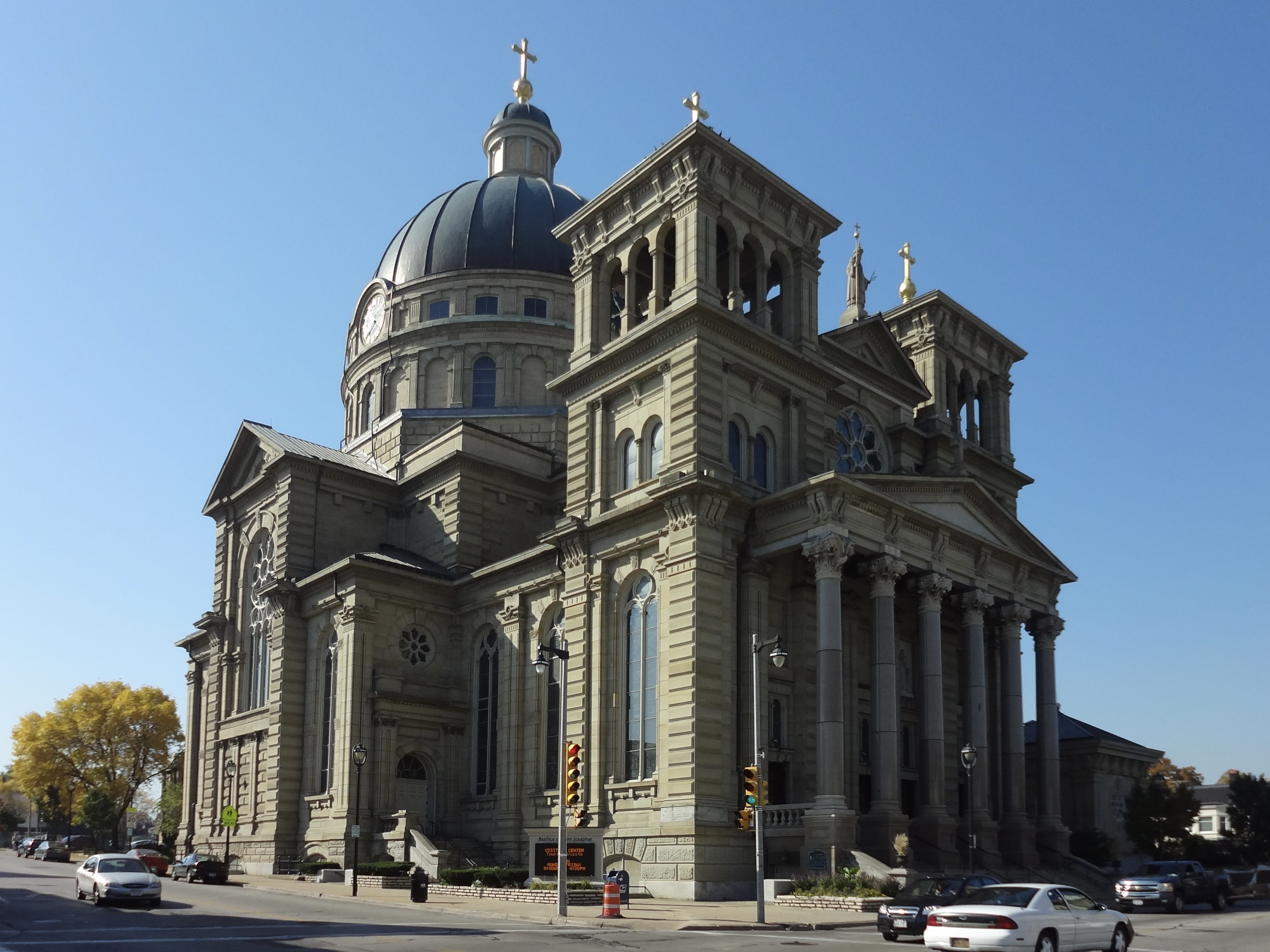
美国密尔沃基的圣若撒法教堂
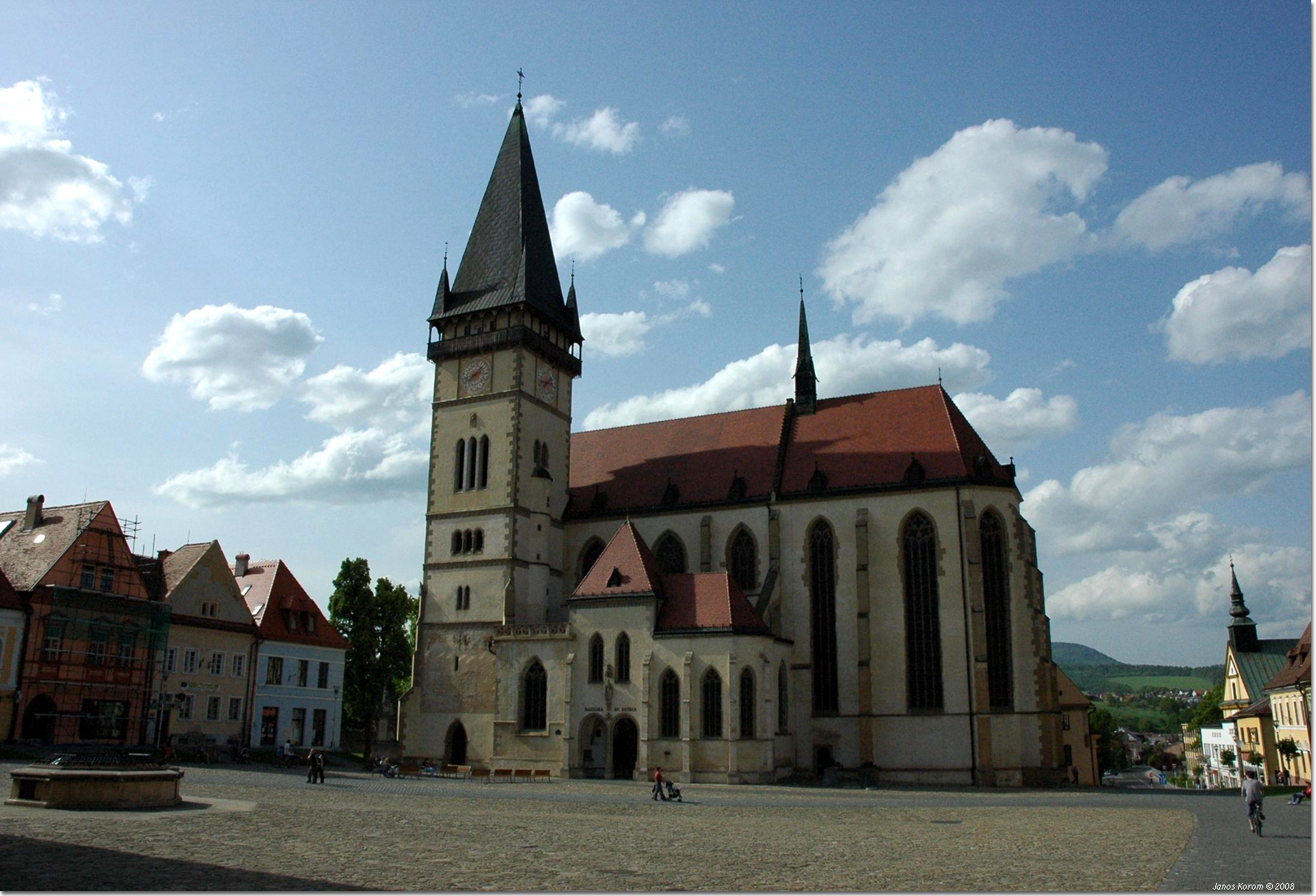
斯洛伐克巴尔代约夫的圣吉尔斯大教堂

### 修道院
修道院是一个现在或过去遵循修行制度的教堂。这些制度包括本笃会、熙笃会、奥思定会、方济各会、道明会、耶稣会等。许多修道院的教堂是或者曾经是修道院的一部分，包括宿舍、食堂、回廊、图书室、礼拜室及其他类似建筑。
在世界上很多地方，修道院频繁扮演着为当地教会团体服务的角色。在如英格兰等修道院被解散的地方，修道院教堂被用作教区教堂。在亚洲和南美洲许多地区，修道院是最早建立起来的教堂。著名的修道院有意大利米兰的恩宠圣母、英国的贝弗利大教堂、法国的男子修道院和圣但尼圣殿、奥地利的梅尔克修道院、希腊的大劳拉修道院、菲律宾马尼拉的马拉特教堂。

修道院
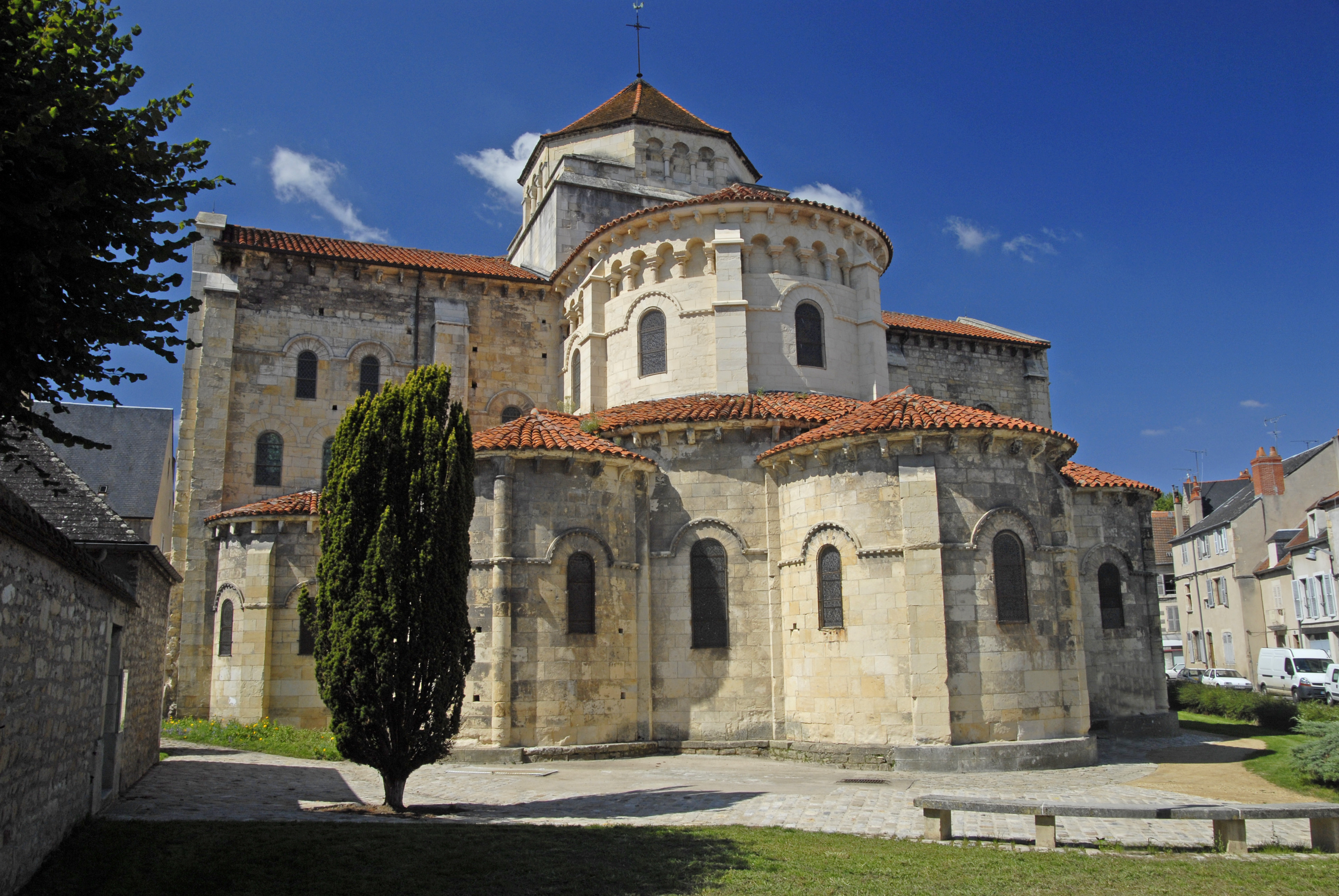
法国卢瓦尔省圣艾蒂安的罗马式修道院
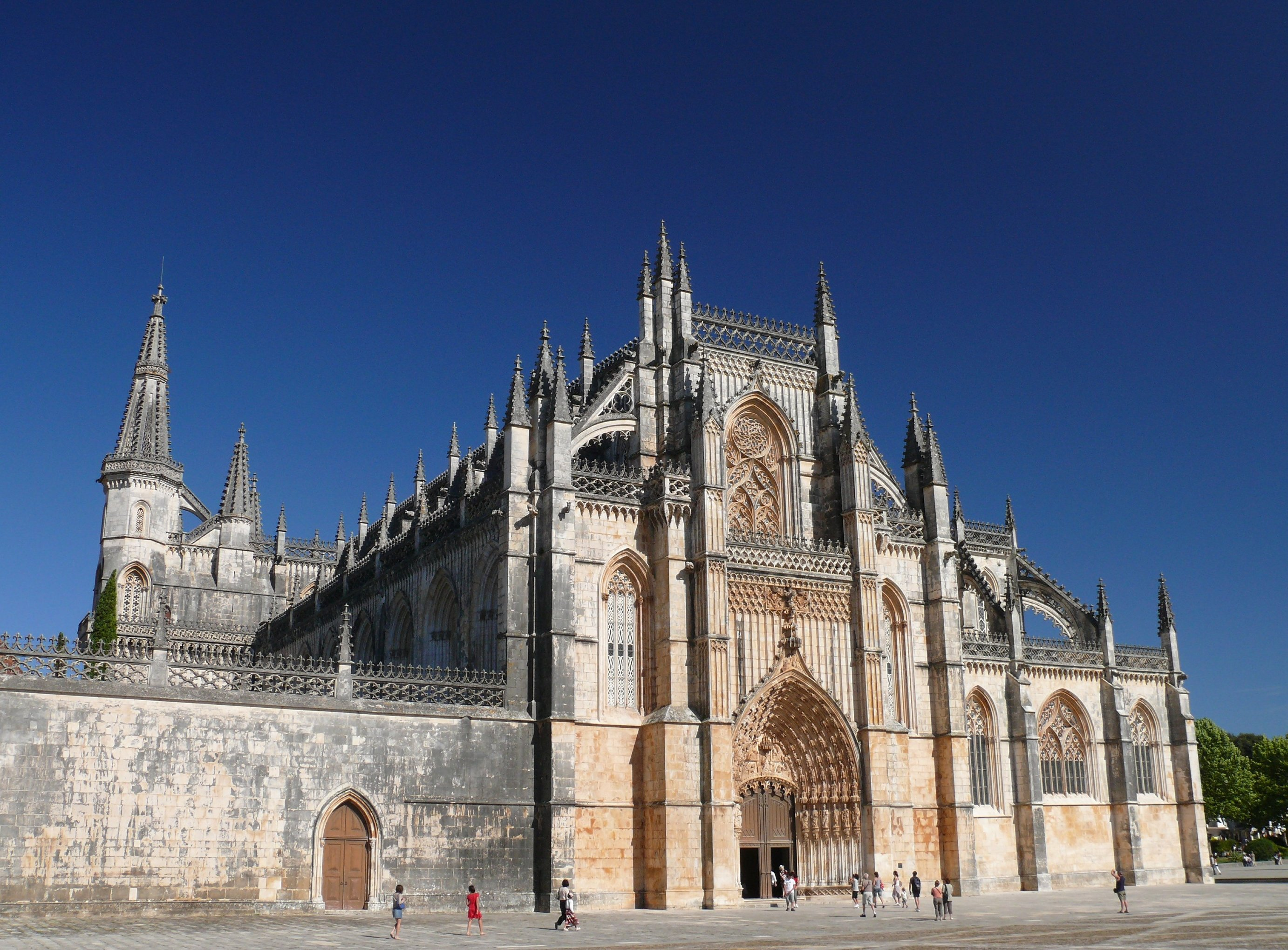
葡萄牙巴塔利亚的哥特式巴塔利亚修道院
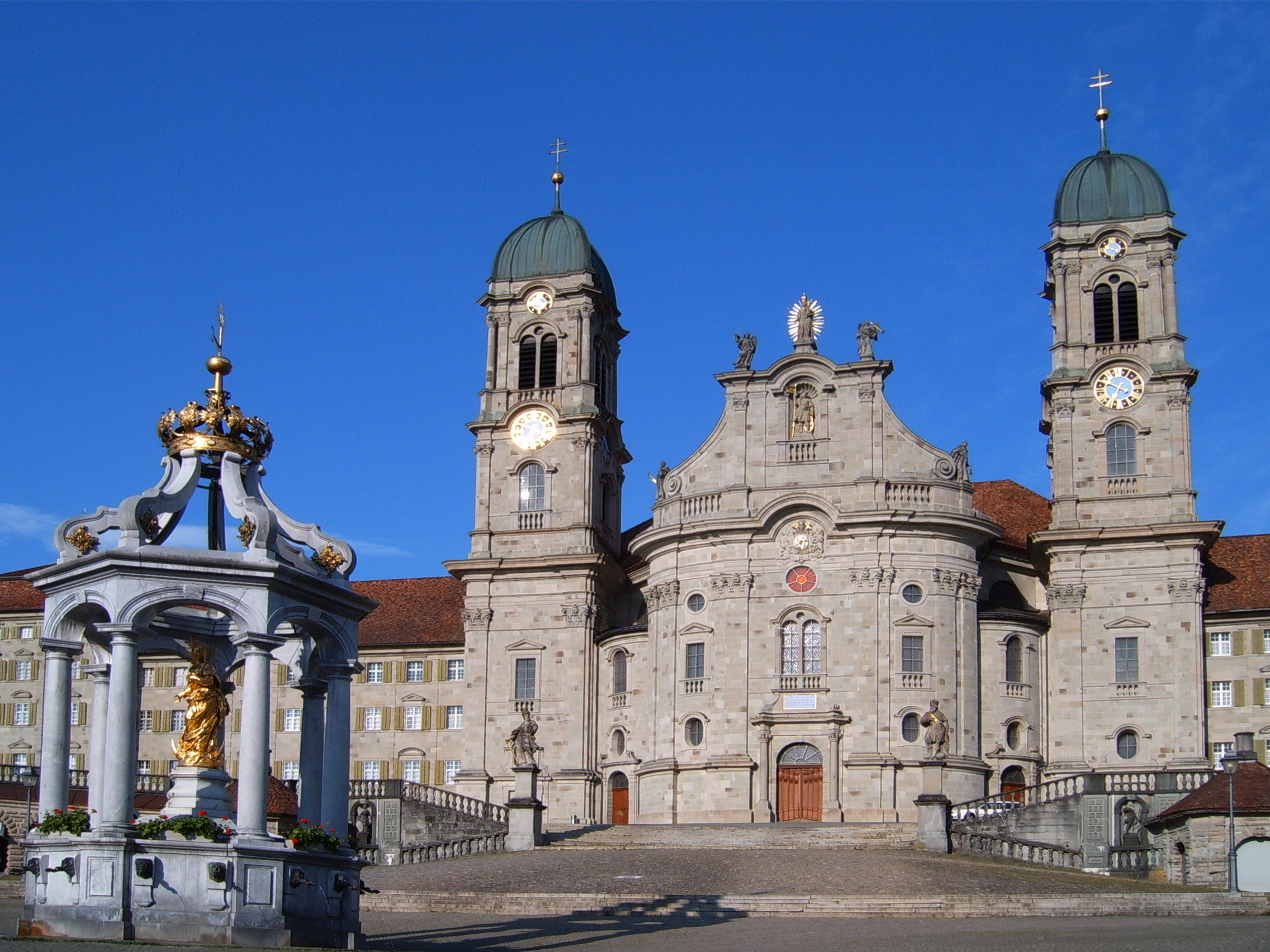
瑞士艾因西德伦的巴洛克式的艾因西德伦隐修院

## 建筑设计
多数情况下，教堂呈十字形，东西走向的中殿和南北走向的耳堂相交叉。有的主教座堂的耳堂大而突出（例：约克主教座堂），也有的是侧廊向外突出（例：亚眠主教座堂）。

### 教堂通用的建筑形式
由于不同历史时期建筑的多样性，不是每个教堂都含有以下所述的所有特征。

#### 轴线
大多数教堂是十字形的，有明确的轴线。轴线通常是东西朝向，主入口通常在西面，室内最重要的部分放在最东面，使得教徒可以面向基督来临的方向。东面也是太阳升起的方向，这种建筑特征往往侧重于使用阳光增强内部的照明。并非所有教堂都保持严格的东西朝向，但即使这样，也会使用“东末”（East End）或“西前”（West Front）这样的说法。然而罗马许多教堂，比较著名的是圣彼得大教堂，面对的是相反的方向。

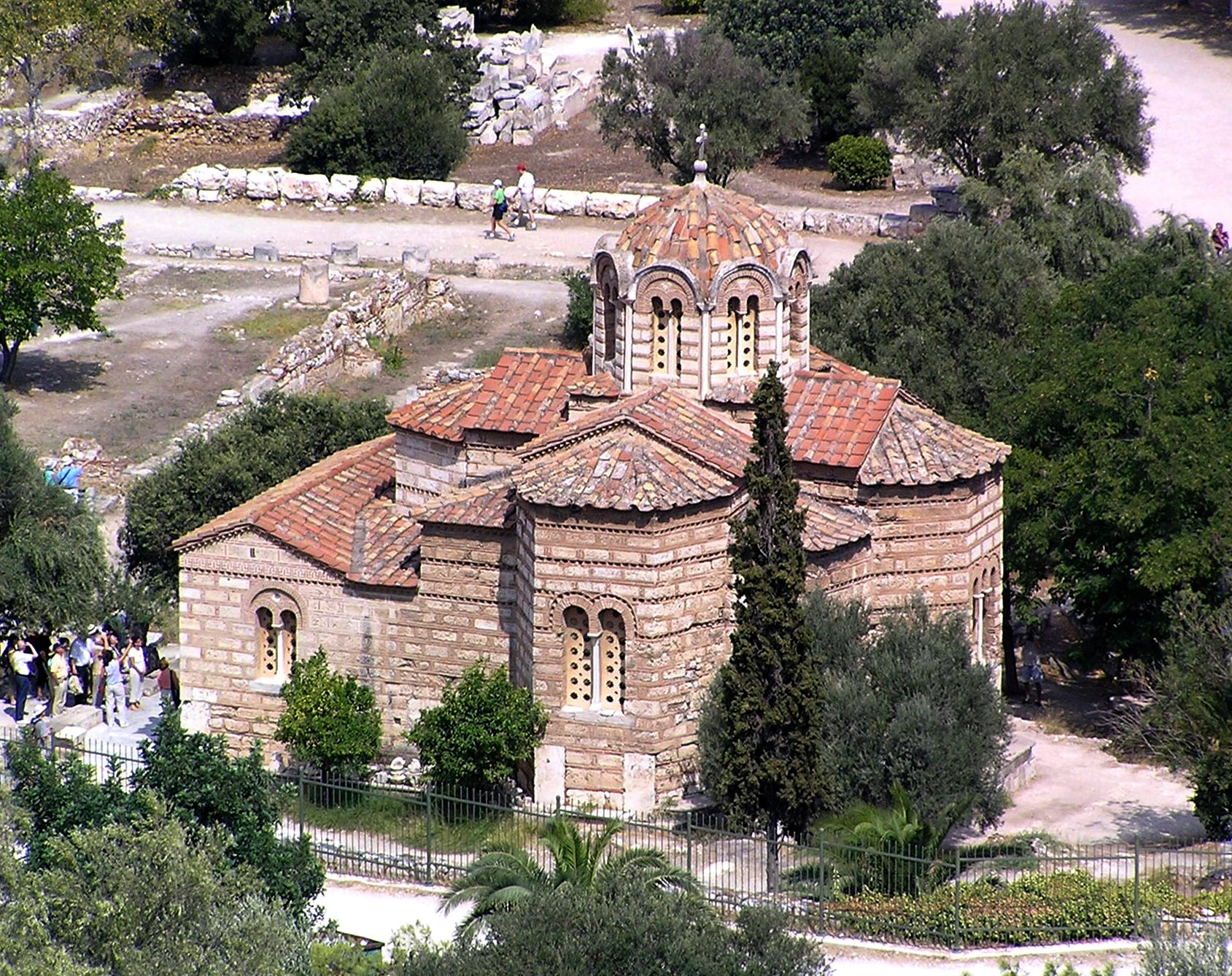
雅典拜占庭式的圣使徒教堂，显示了一个带有中央穹顶及前廊作为轴线的希腊十字
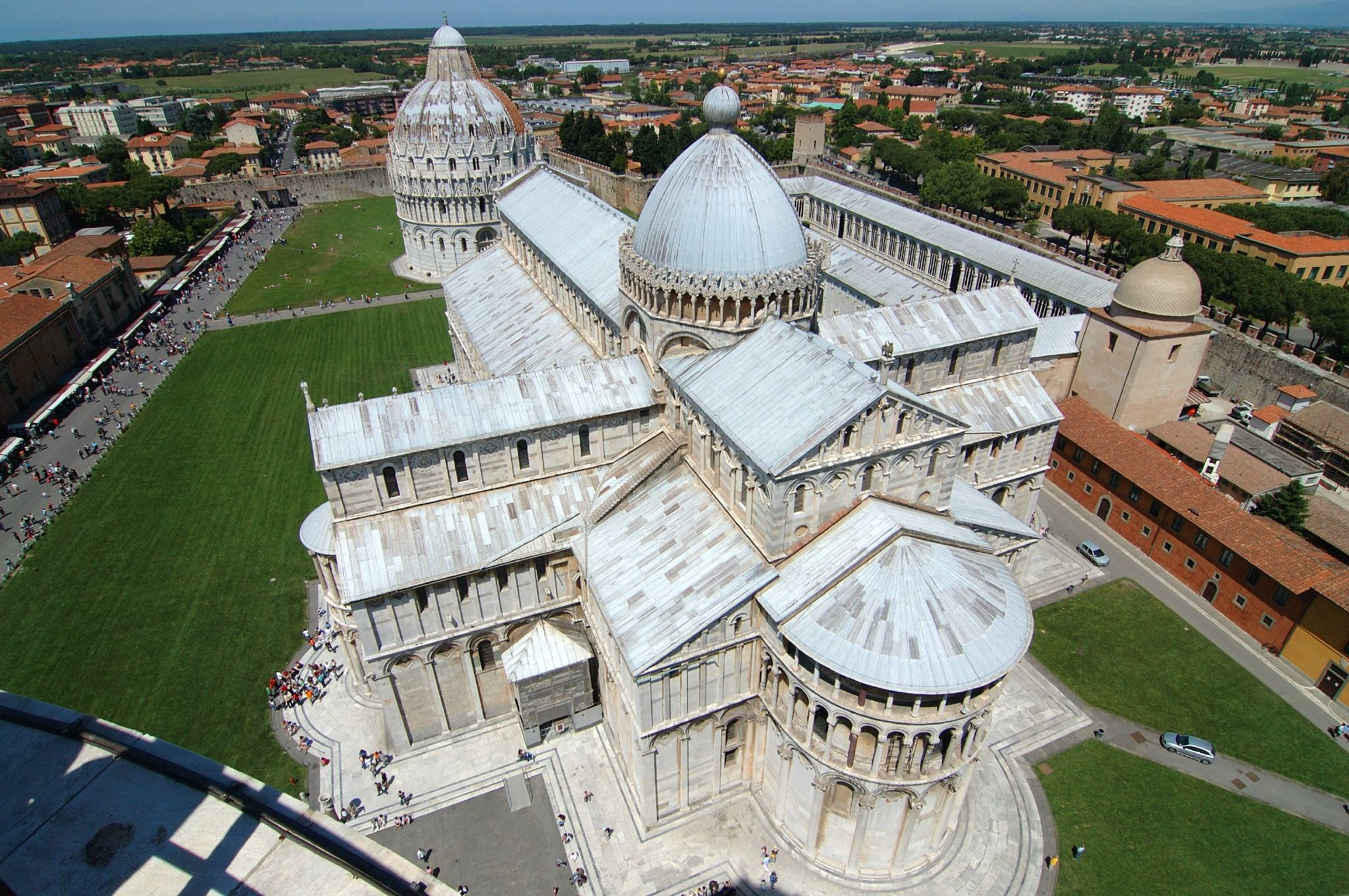
从比萨斜塔看到的比萨主教座堂，显示了一个带有拱点的拉丁十字
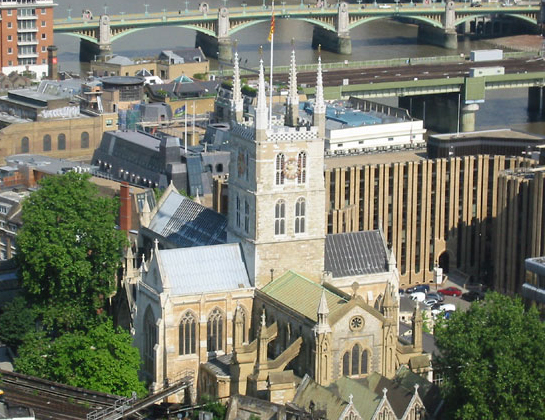
伦敦南华克座堂，显示了巨大的耳堂、长长的东末和不列颠常见的中央高塔

#### 垂直感
大教堂的外部往往有向上延伸的特徵。可能是ㄧ個圓頂，一座中央塔樓，也可能是像施派爾主教座堂一樣的兩座西側塔樓。塔頂可以是尖頂或小圓頂。

三个现存的决定了城市景观的古老大教堂
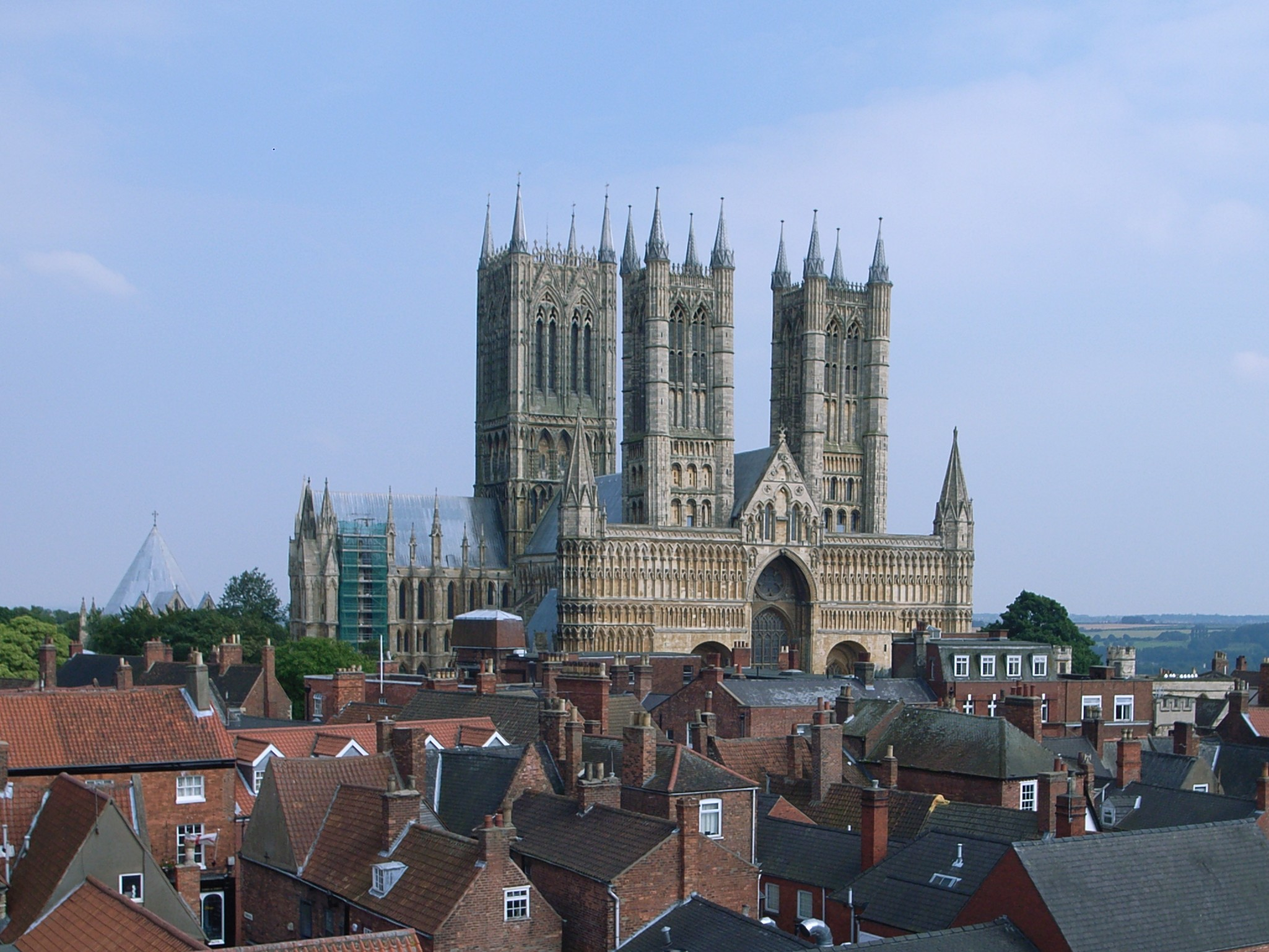
拥有两座西塔和巨大的甬道塔的英国林肯座堂，曾是世界上最高的尖頂達兩百年。
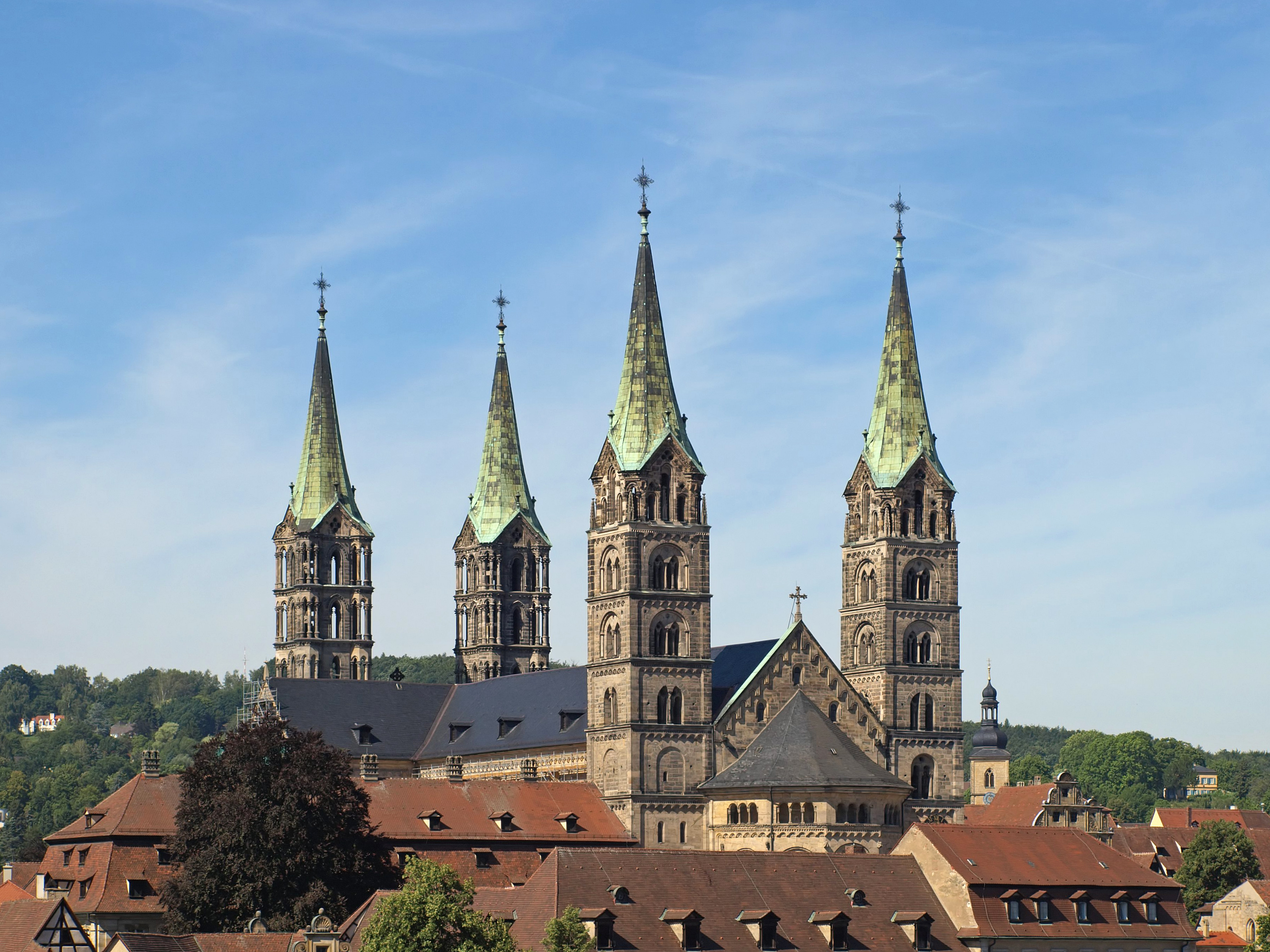
德国班贝格主教座堂在每個角落都有一座塔，被稱為“莱茵穹顶”。
義大利佛羅倫斯聖母百花聖殿有一獨立鐘樓及19世纪之前世界上最大的穹頂。

#### 正面
正面或者“西前”是教堂外部最华丽的部分，通常有三个有着繁复雕塑的大门。正面通常有一个大窗户，如玫瑰窗。
在西欧的传统中，正面往往有成对的塔。这些塔源于在耶路撒冷圣墓教堂实行的传统。在圣周期间，信徒们沿着十字形的路线进入圣殿。圣殿在早期基督时期由坟墓上方穹顶状的神殿和两侧带有门廊的楼梯组成。圣殿由一个小塔支撑，通过小塔可供队伍出入。这些塔楼尤其在罗马式建筑中被象征性的采用为角炮楼，并在诺曼和哥特式建筑中发展为巨大的塔楼，以至于达到科隆大教堂无与伦比的高度。

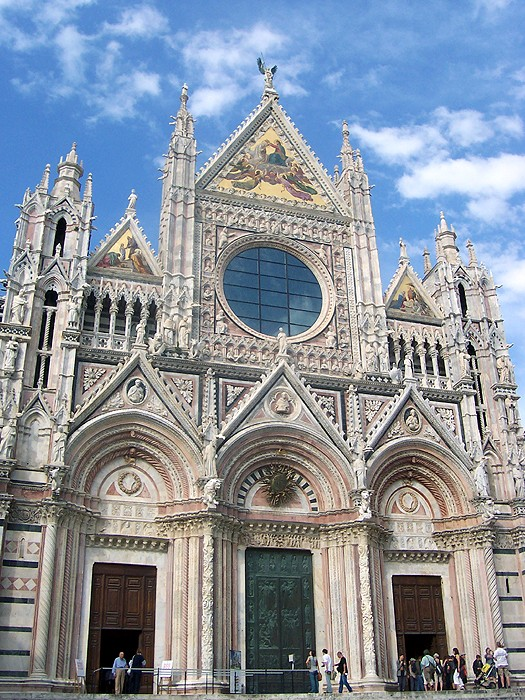
意大利锡耶纳主教座堂的多色立面结合了拜占庭式、罗马式和哥特式的元素。
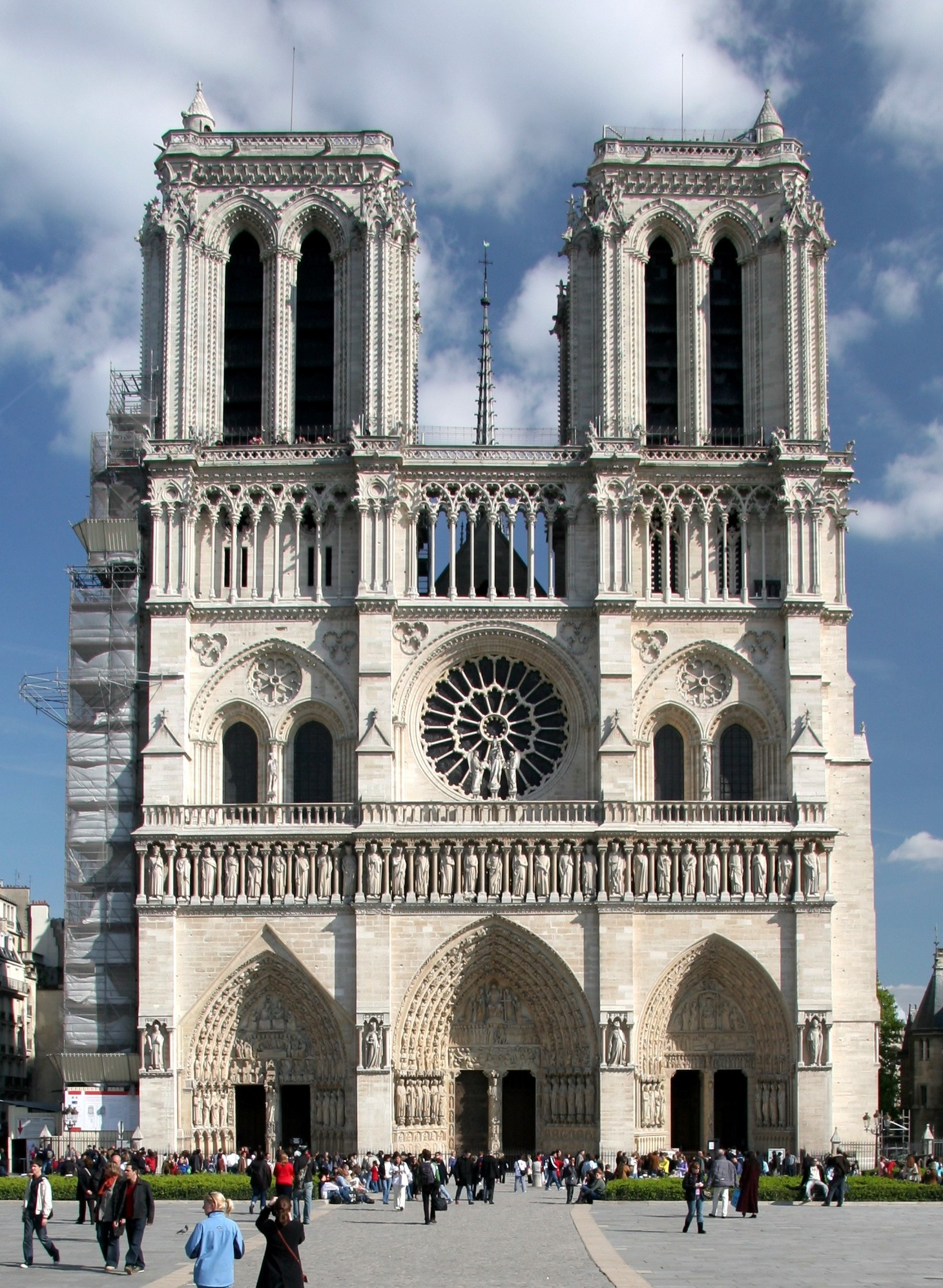
巴黎圣母院有着哥特式的立面，但是平衡了水平和竖直向的元素
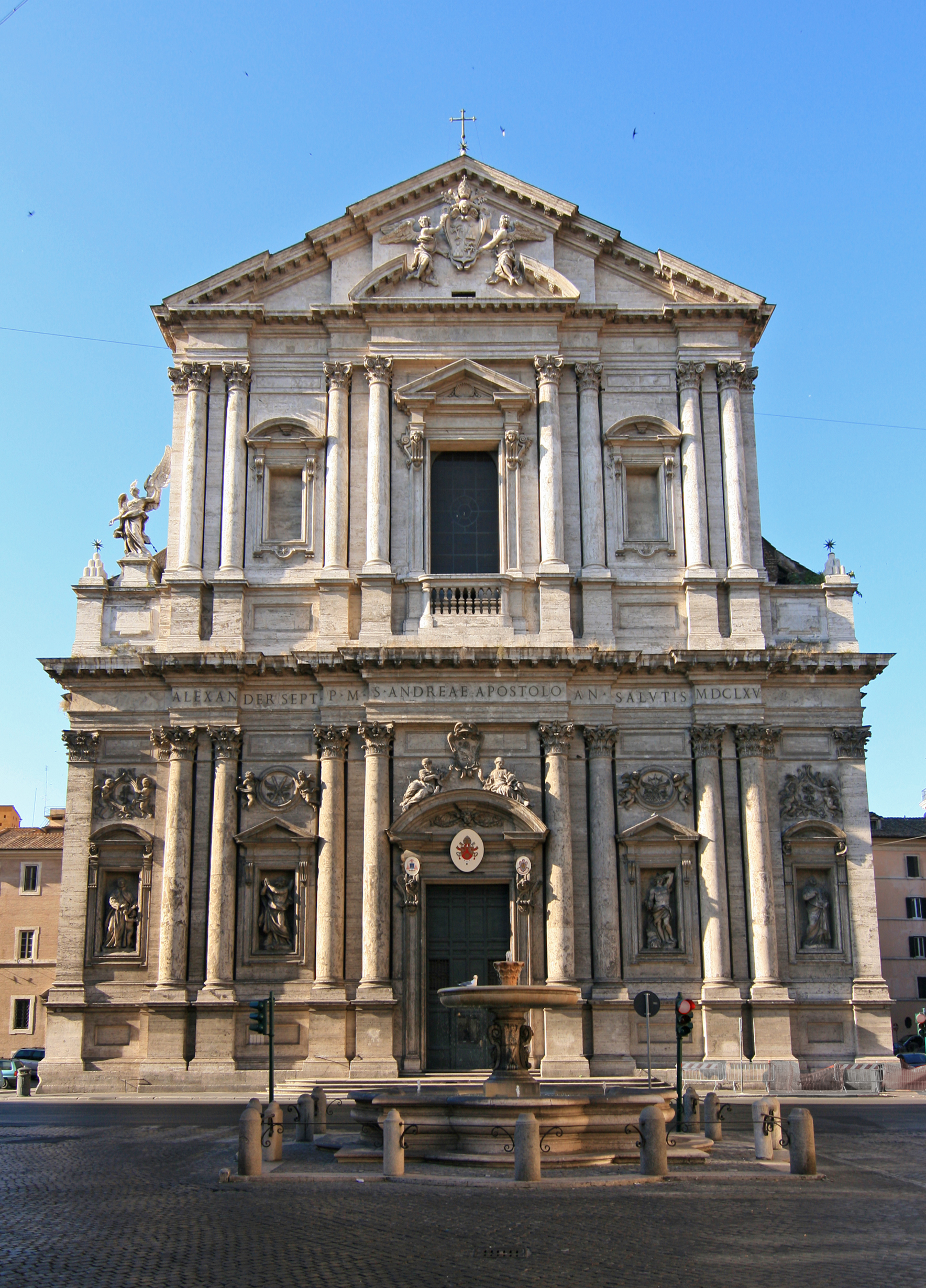
罗马圣安德肋圣殿文艺复兴式的立面是带有对称立柱的双层结构
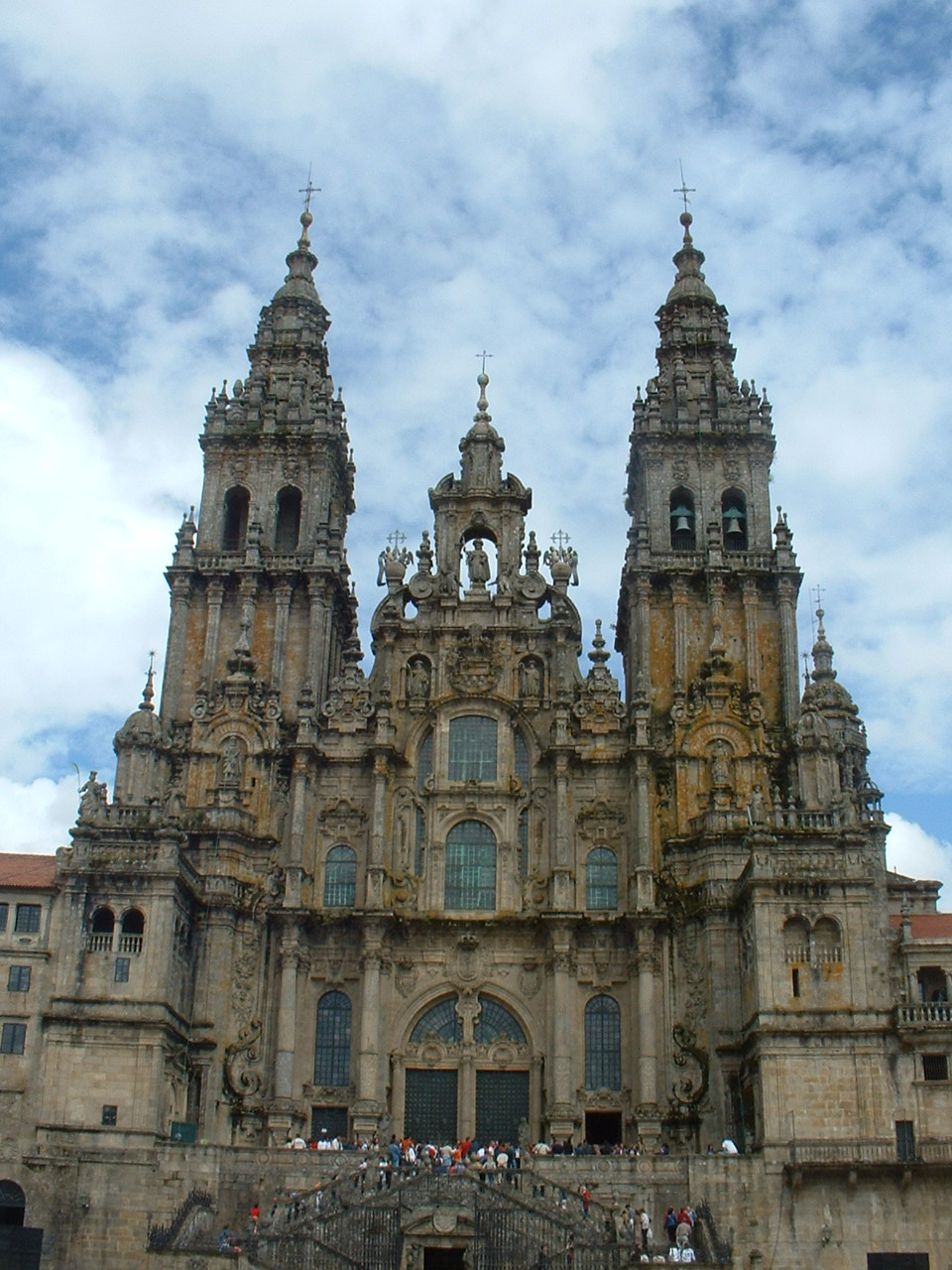
西班牙罗马式的圣地亚哥-德孔波斯特拉主教座堂有着巴洛克式的立面
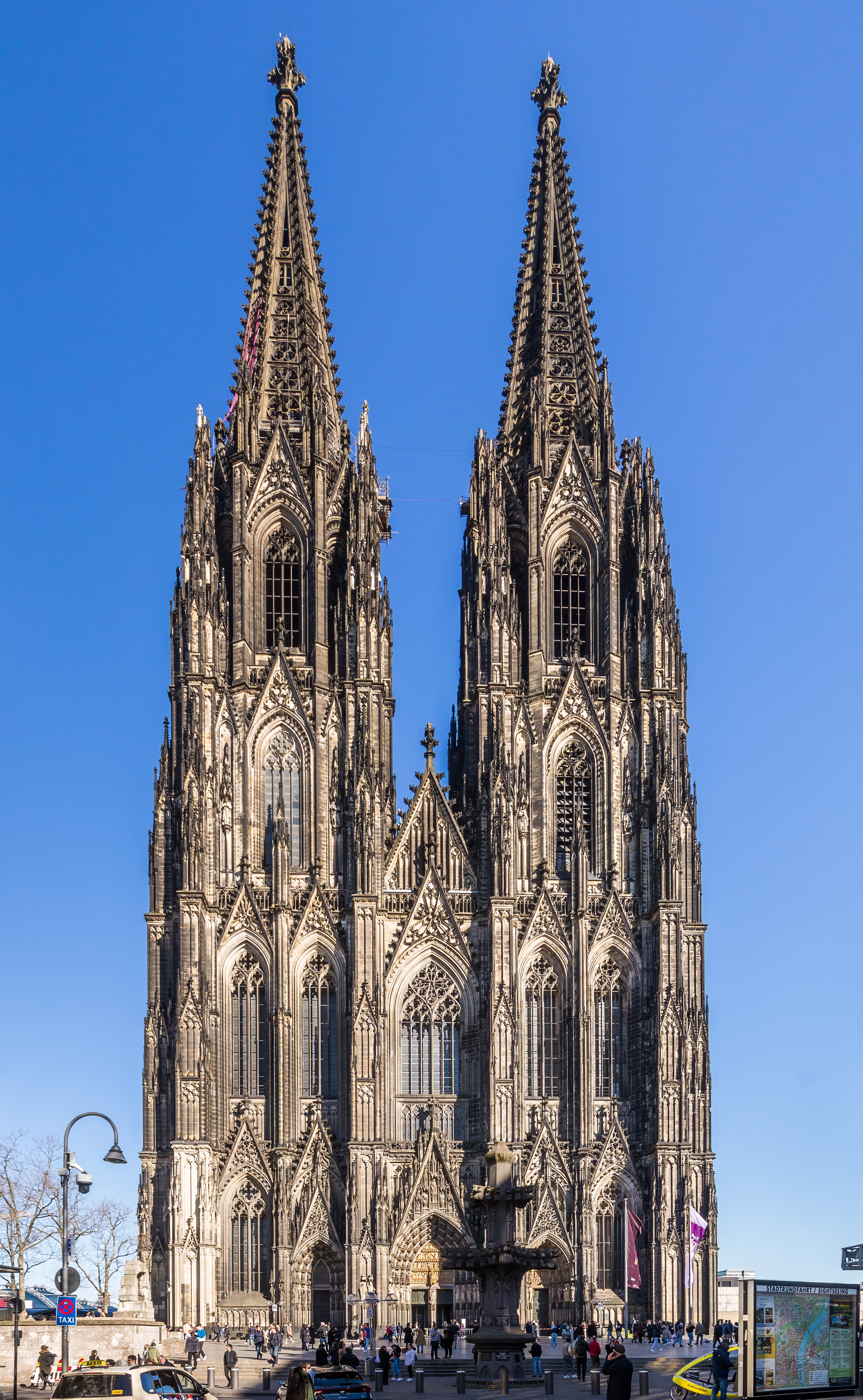
科隆大教堂的哥特式立面直到19世纪才完工
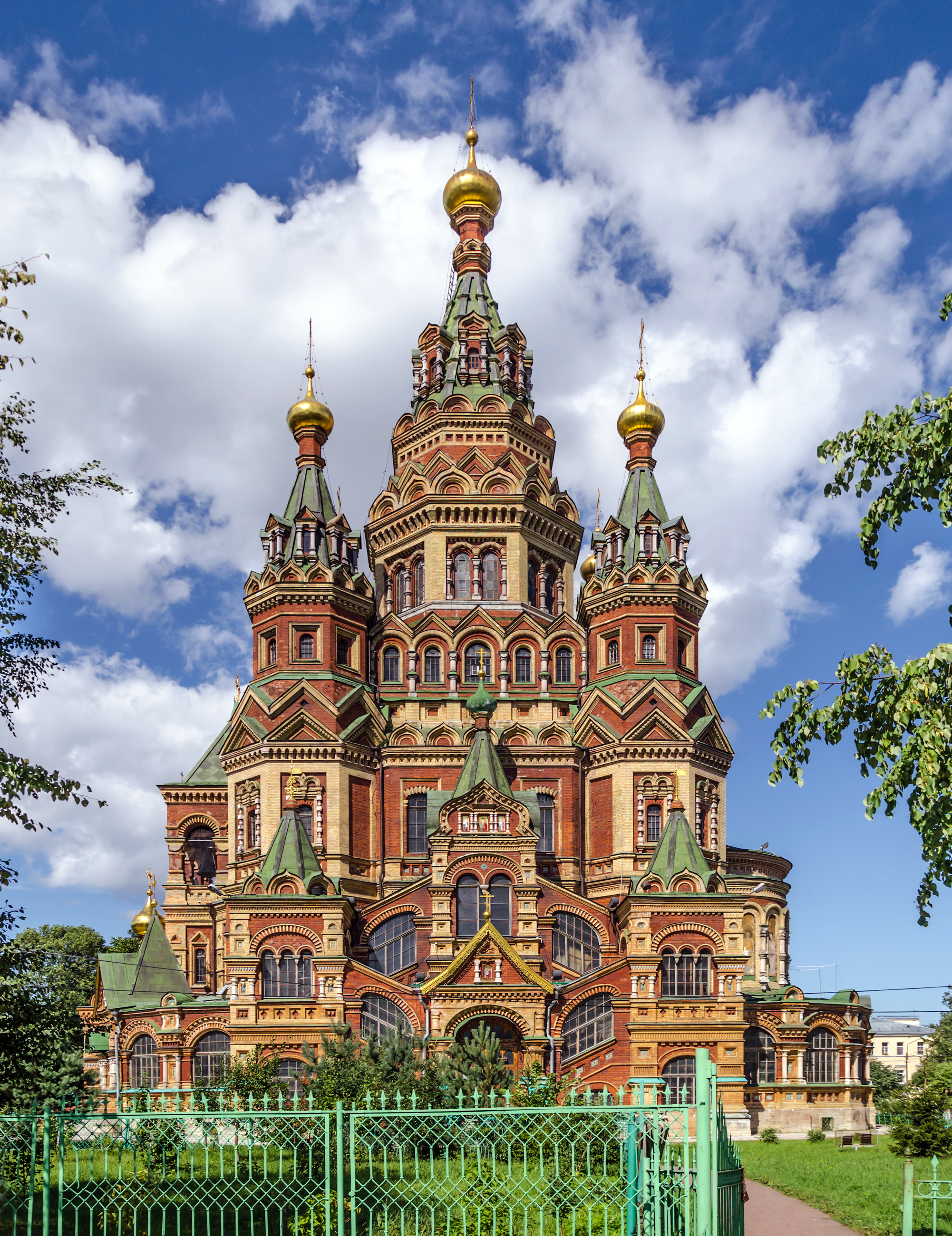
俄罗斯彼得和保罗大教堂（俄语：Собор Петра и Павла (Петергоф)）的立面有许多攒尖顶
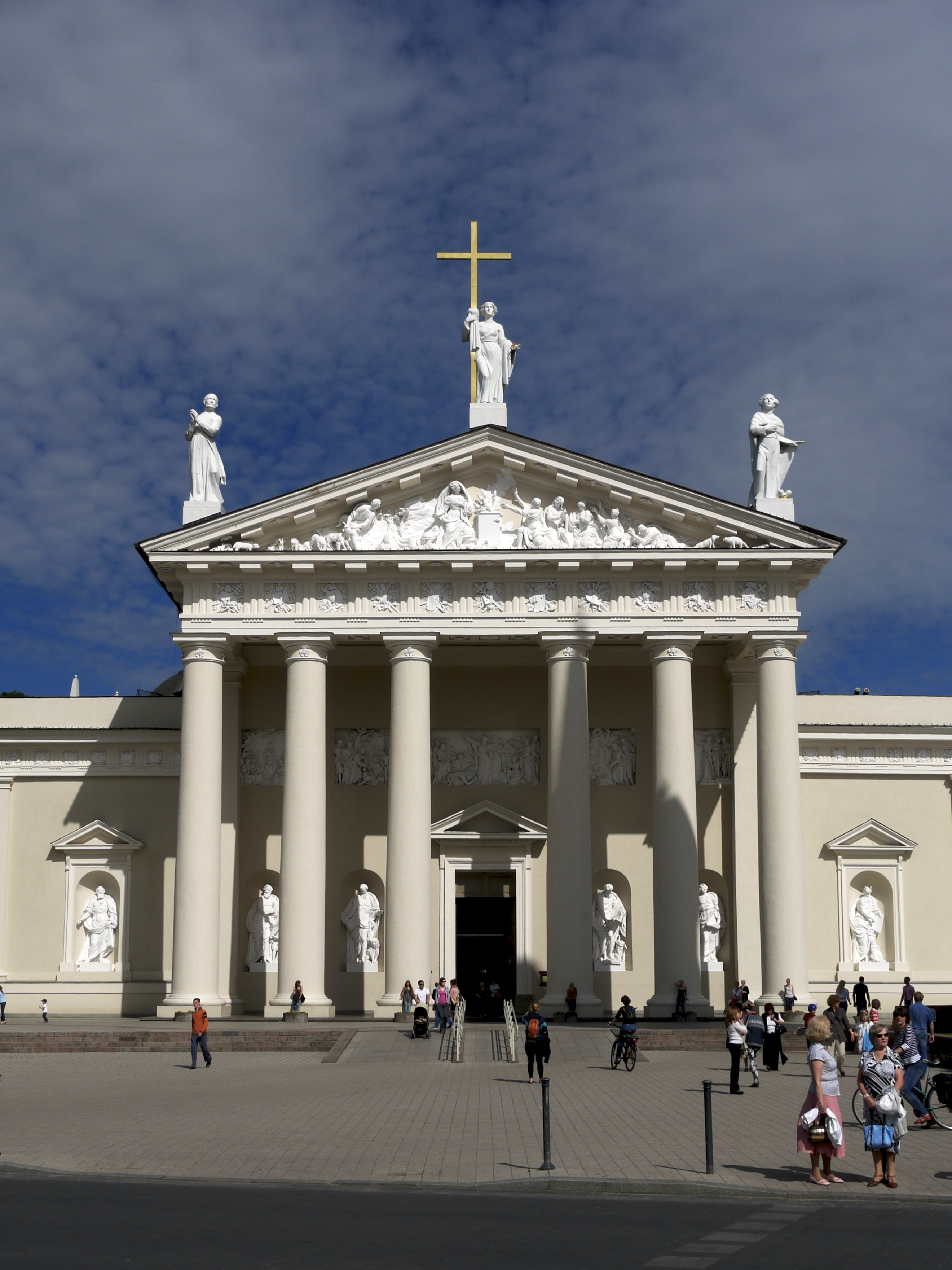
立陶宛的维尔纽斯主教座堂的新古典主义立面，带有三角楣饰和立柱

#### 东面
东面是教堂表现出最大多样性的地方。在东面的内部是教堂的祭坛所在的圣堂。
- 早期基督教和拜占庭式 - 具有一个突出的半圆形后殿。
- 罗马式 - 有一个圆形的后殿。它在高处可以是方形的，半圆形的后殿比较低矮，这在意大利、德国和东欧比较常见。在法国和英国，圣坛终止于东部末端高处的半圆形结构，周围是一圈回廊。这虽然在法国很常见，但在英国只保留在没有重大变化的诺里奇座堂。
- 法国、西班牙、德国和东欧哥特式 - 东部末端较长并延伸到高耸的祭坛末端。东部的通道在环绕在后殿周围形成一个较低的回廊。回廊外可能有一些突出的放射方向的礼拜堂称作“圆室”。
- 英国哥特式 - 有巨大的多样性。

四种形式的东部末端
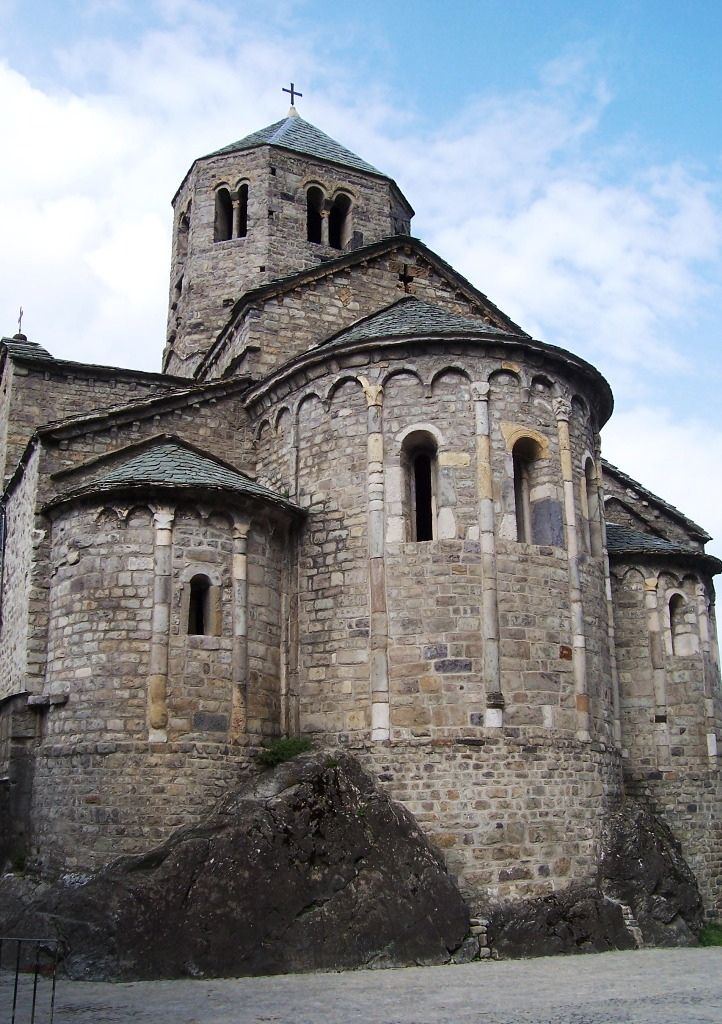
意大利圣萨尔瓦多修道院有三个半圆形后殿
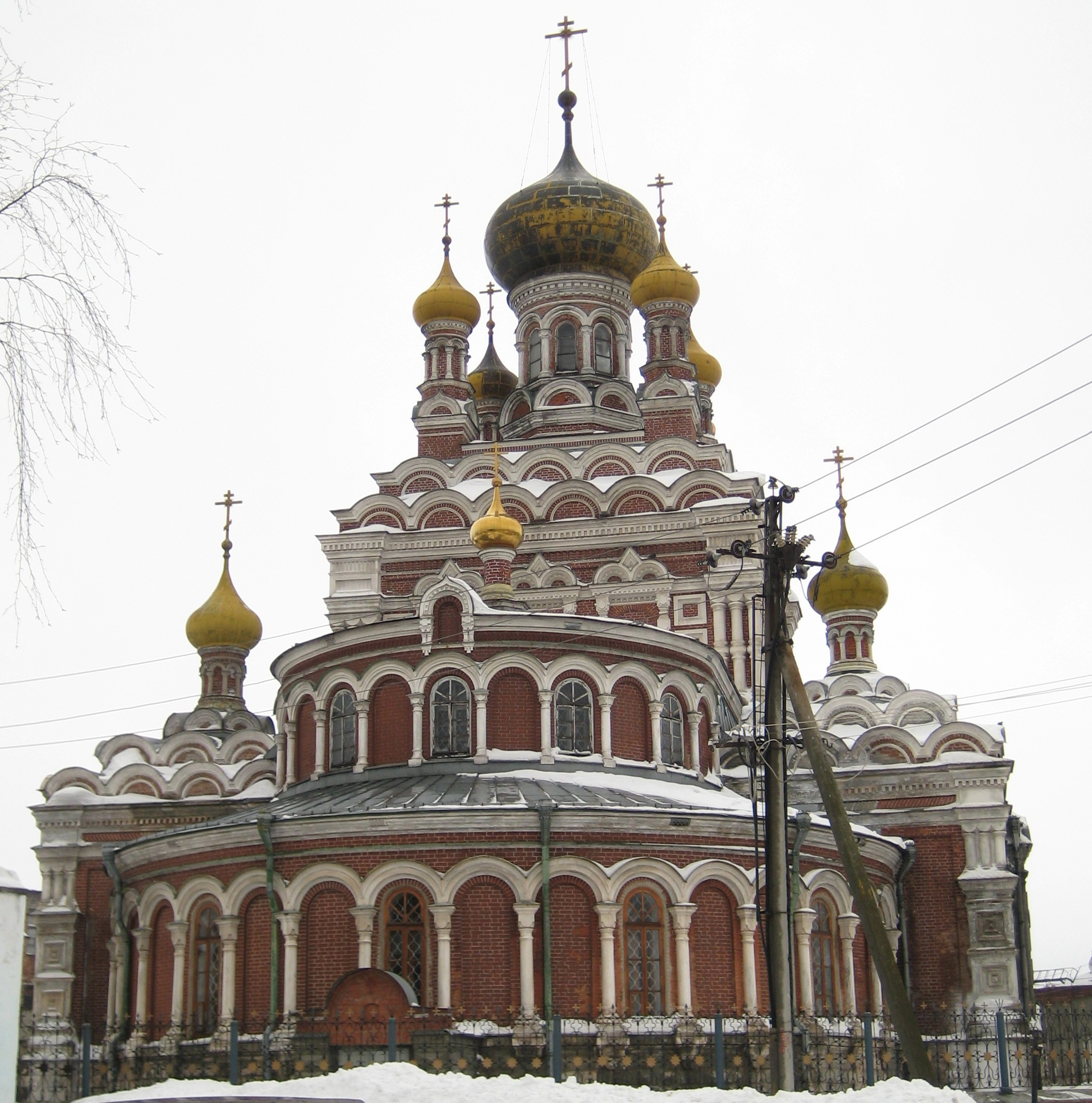
俄罗斯昆古尔的圣尼古拉教堂有一个半圆形后殿及宽大的回廊
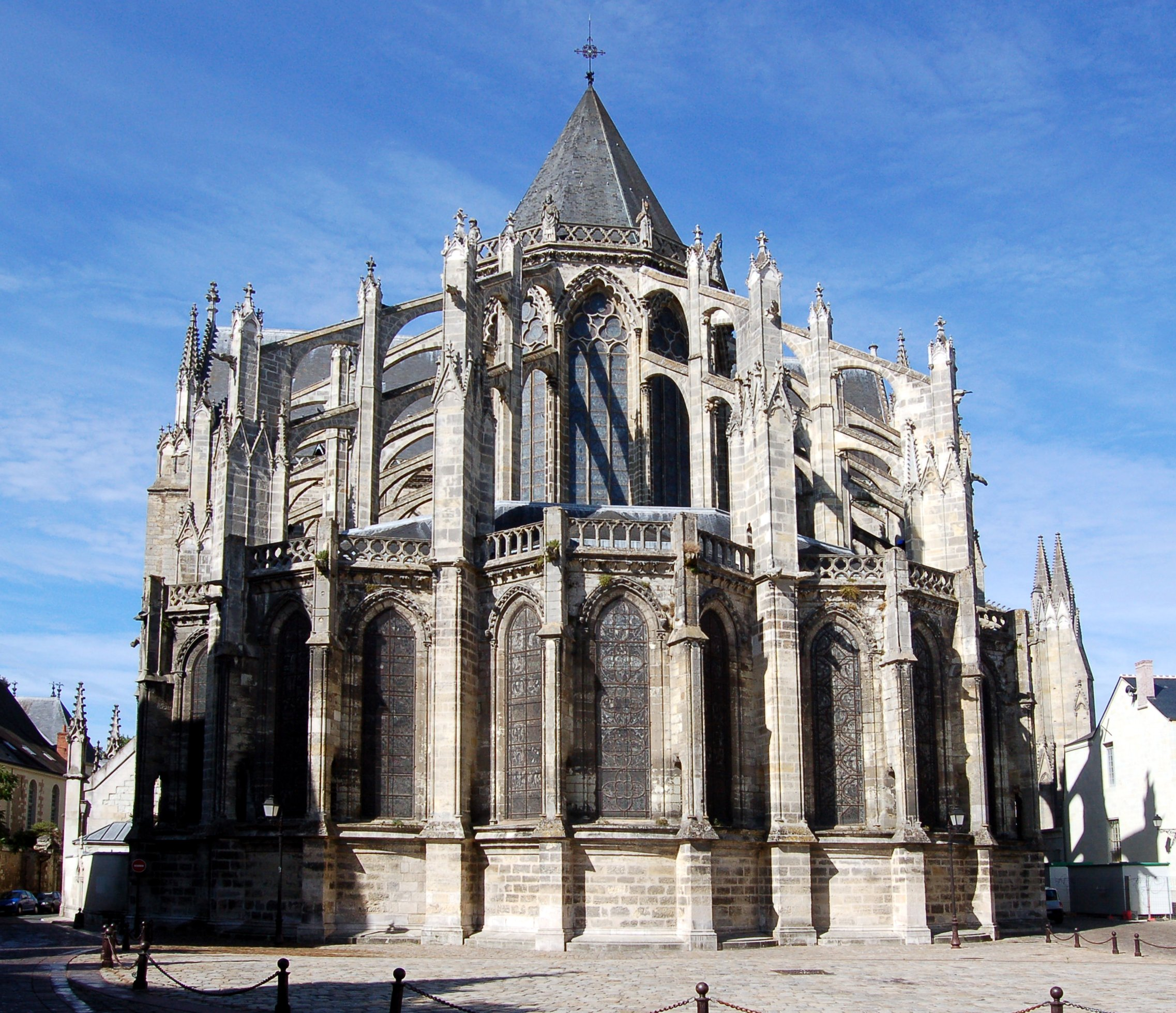
法国图尔主教座堂有高大的半圆形后殿、回廊及带有放射状的飞扶壁的圆室
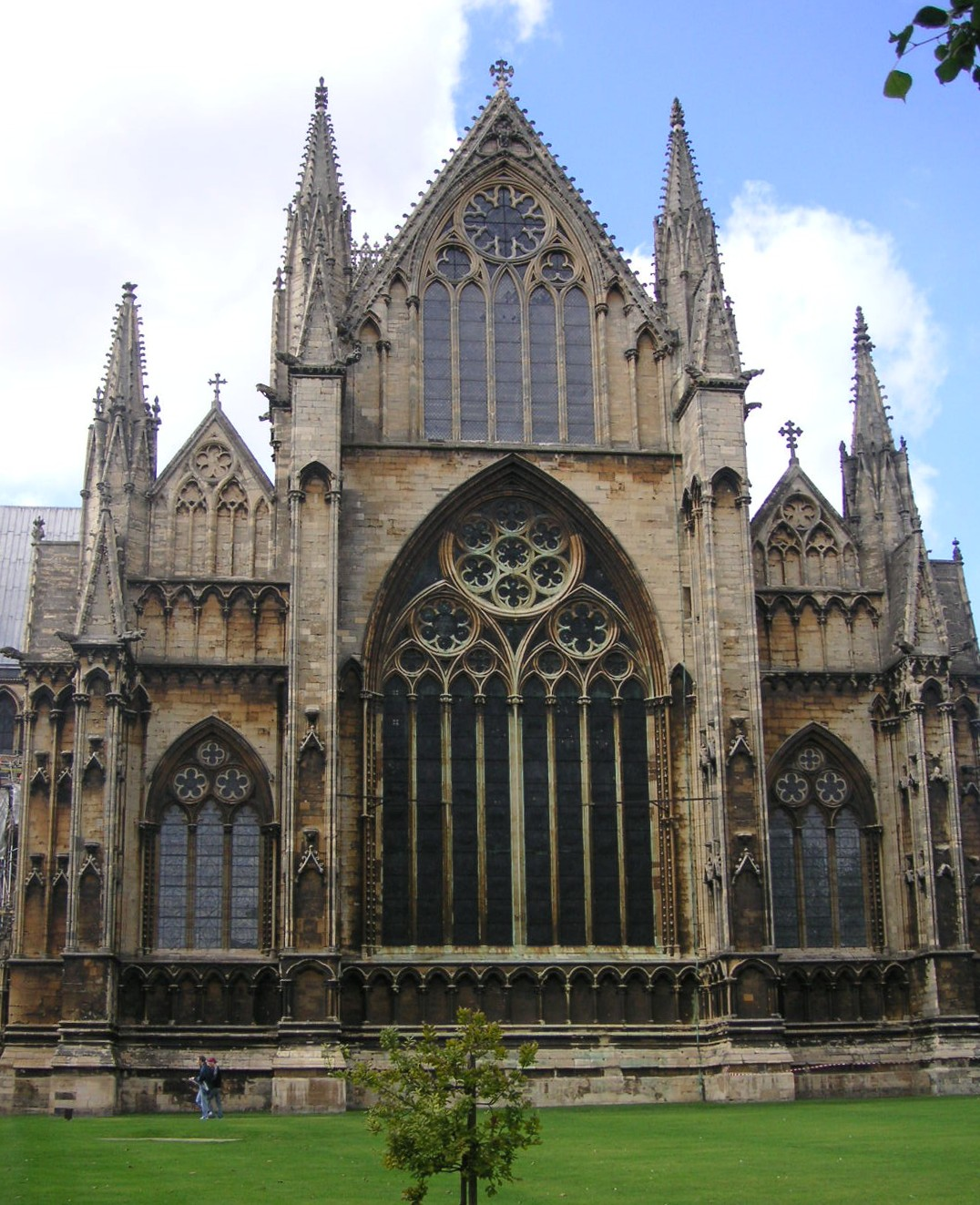
英国林肯座堂有英国哥特式教堂常见的峭壁般的东部立面

### 内部结构

#### 中殿和侧廊
大多数西欧传统的主教座堂和大的教堂都有高而宽的中殿。中殿两侧通过柱子分隔出较低矮的拱廊，称为侧廊。中殿和侧廊构成了十字形教堂的长臂，是建筑的主体。中殿是朝拜者聚集的地方，而侧廊则在即使中殿挤满朝拜者时，也能方便他们走动。同时通过内墙来支撑石制的教堂高耸的屋顶。在侧廊的上方是天窗，可以为中殿提供照明。
拱廊偶尔会与中殿一样高，尤其是在德国，这样就形成了一个“大厅教堂”。多数教堂在每侧都有一个侧廊。而在一些大的教堂，特别是中世纪晚期的教堂，每侧各会有两个侧廊。巴黎圣母院则有一个侧廊和两个侧殿。在按照对称规划的教堂里，轴线是穿过主门和祭坛的一条直线。

三种类型的中殿和侧廊
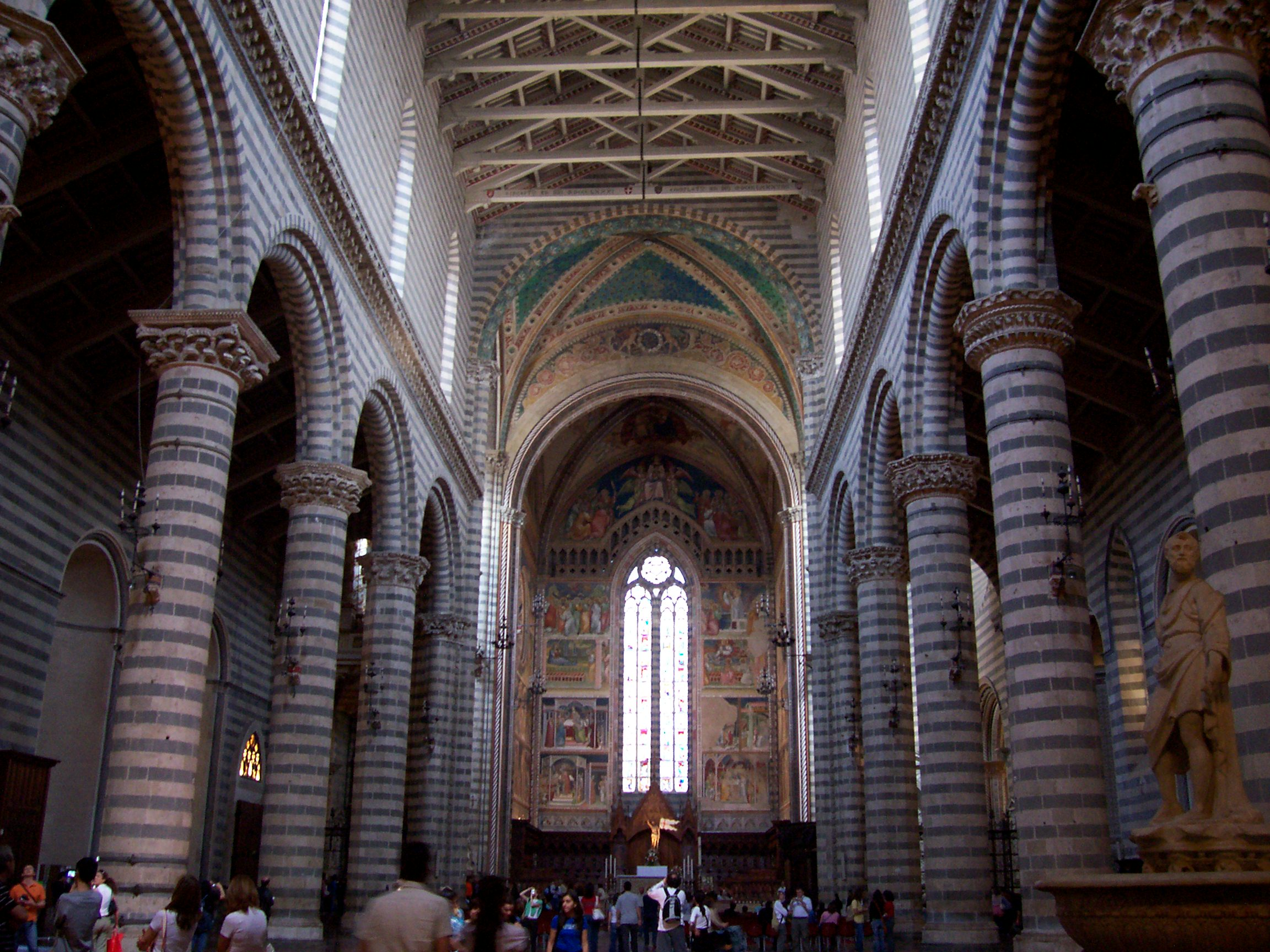
意大利奥尔维耶托主教座堂的中殿有两个层次：通过壁带分隔开的拱廊，及上部简单造型的天窗。
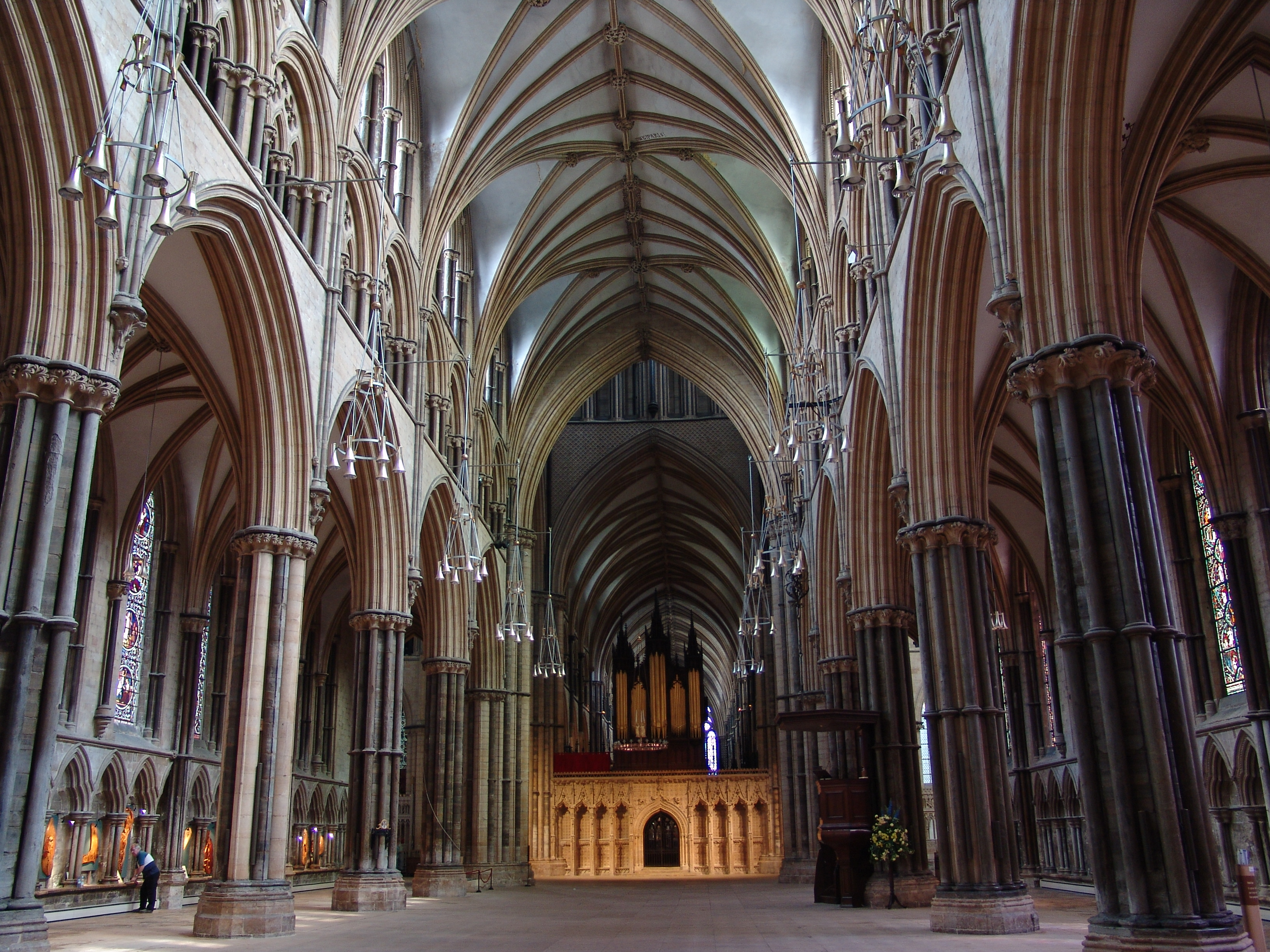
中世纪风格的英格兰林肯座堂有三个层次：通过竖直轴结合起来的拱廊、画廊和天窗。
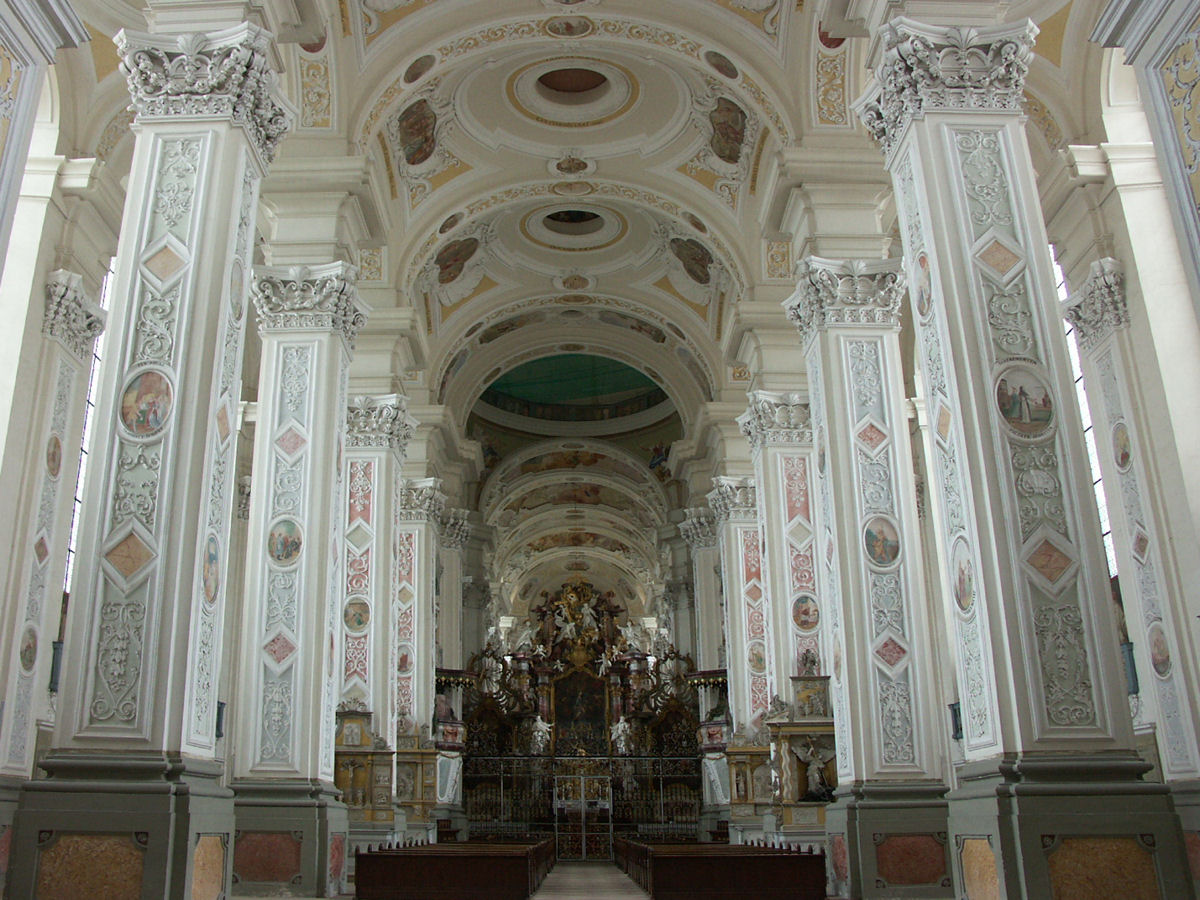
位于德国申塔尔的巴洛克式的申塔尔修道院是一个中殿与侧廊近乎一样高的大厅教堂。

#### 耳堂和交叉甬道
耳堂形成了教堂的兩臂，為教徒和額外的禮拜堂提供空間。耳堂禮拜堂通常是獻給特定的聖徒，或者耶穌的某個生活層面，如耶穌降生或耶穌復活。在英國的一些大教堂裡，通常有第二個帶有禮拜室的耳堂，以便於神職人員每天進行聖事活動。在集中式教堂裡，如聖索菲亞大教堂及許多典型的東正教教堂，教堂內部的主要空間都是在圓頂下方的。
教堂中殿和耳堂交叉的地方稱為交叉甬道（Crossing），上方常有一個尖塔（Flèche）或圓頂，尖塔或圓頂內部可能是教堂內部的主要特徵。這在英國一般比較特殊，其交叉甬道上面往往是一座塔樓，塔樓有的有尖頂，有的沒有。

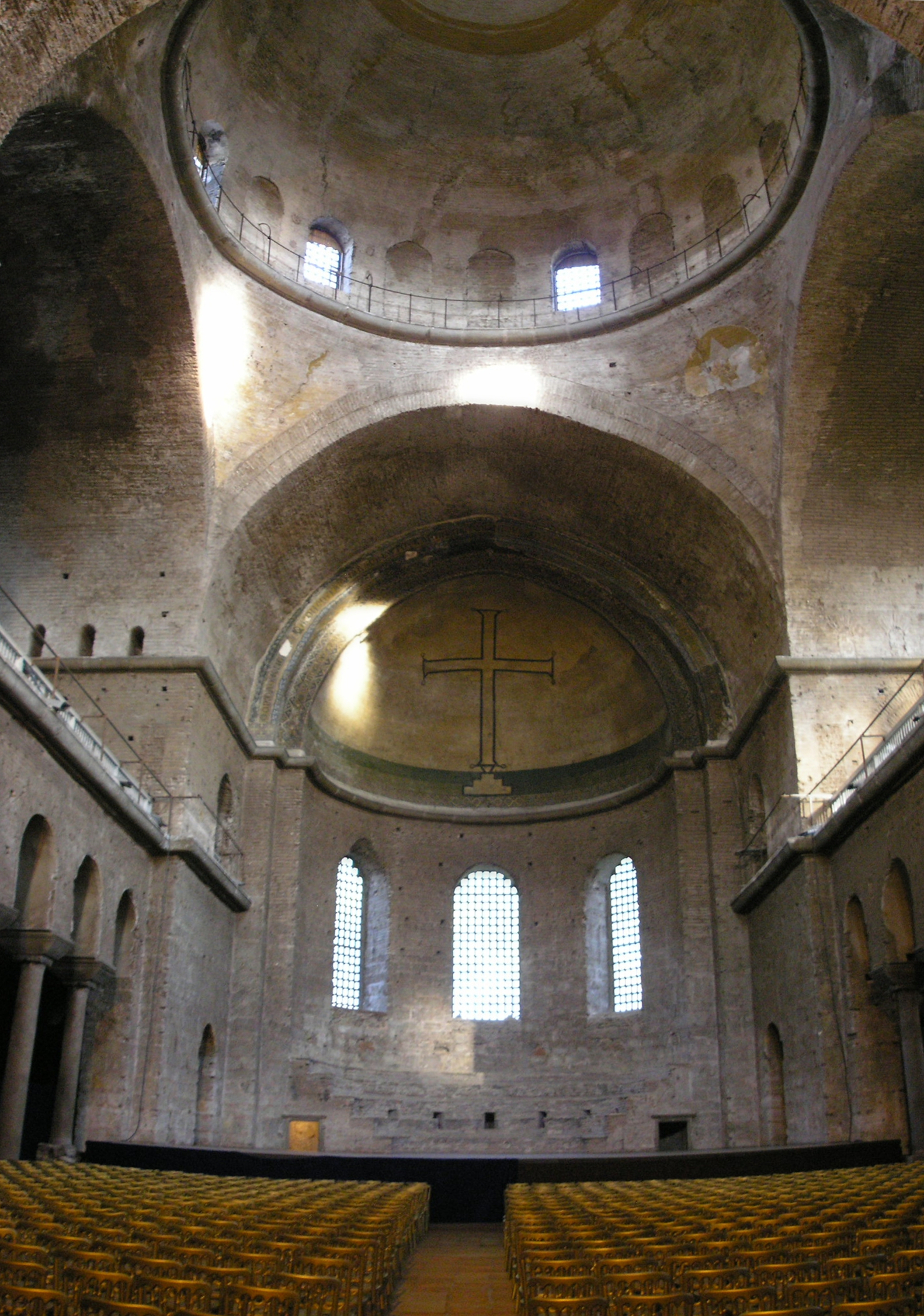
伊斯坦布尔拜占庭式的神圣和平教堂在穹隅之上有一个圆顶。
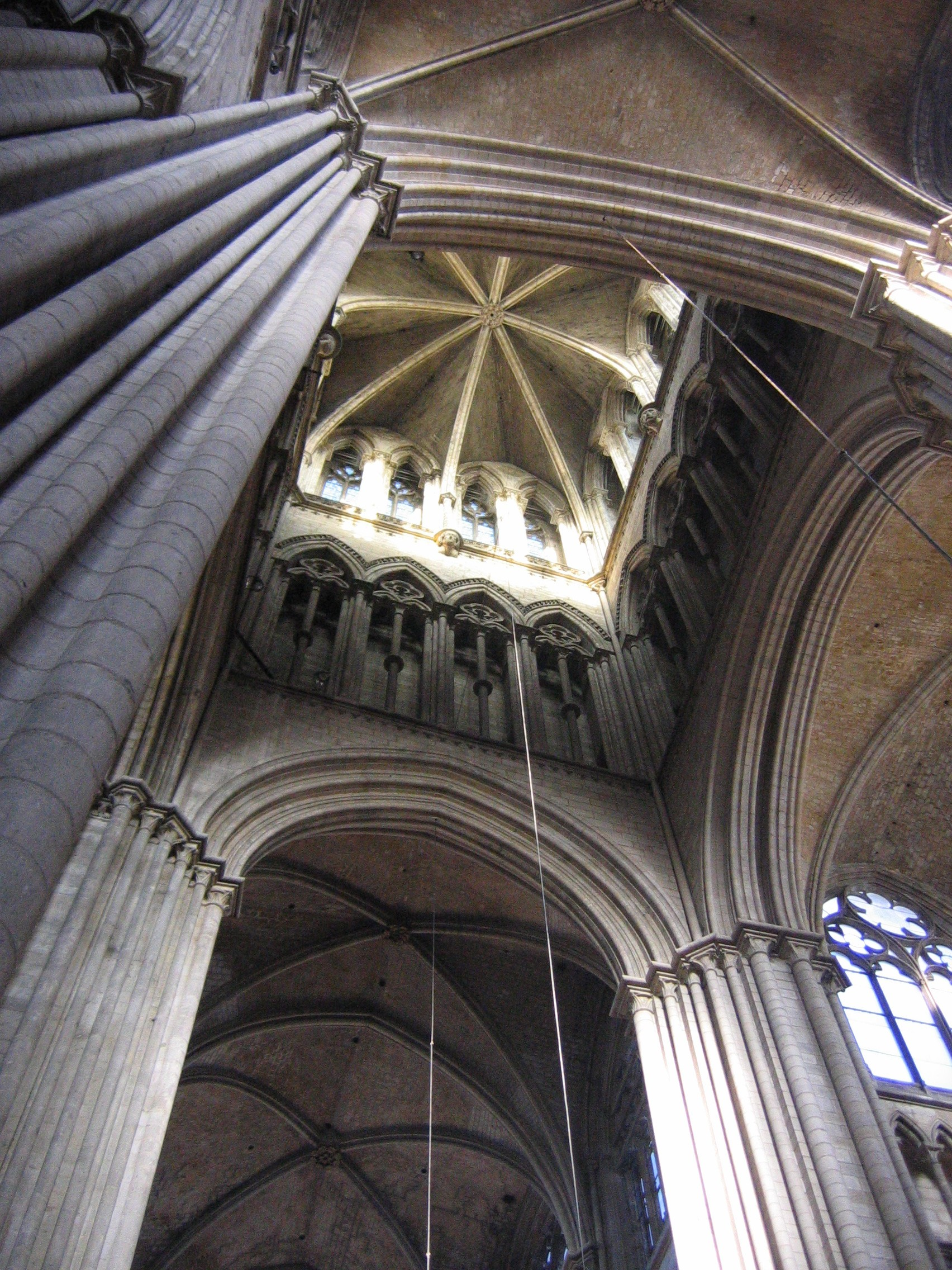
哥德式的鲁昂主教座堂的内有肋骨穹頂和燈籠狀塔樓。
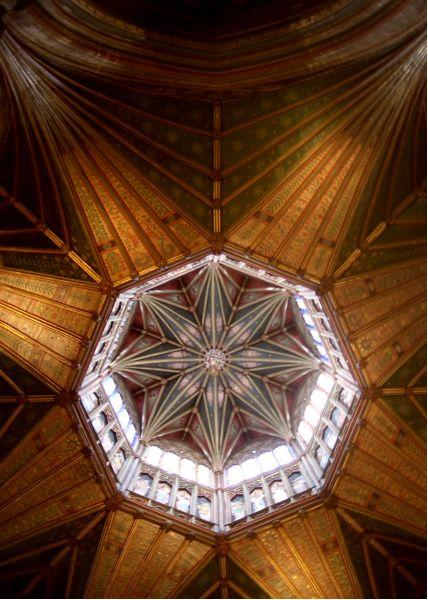
諾曼式的伊利座堂有一个木製椽尾梁支撐的哥特式八角穹頂。
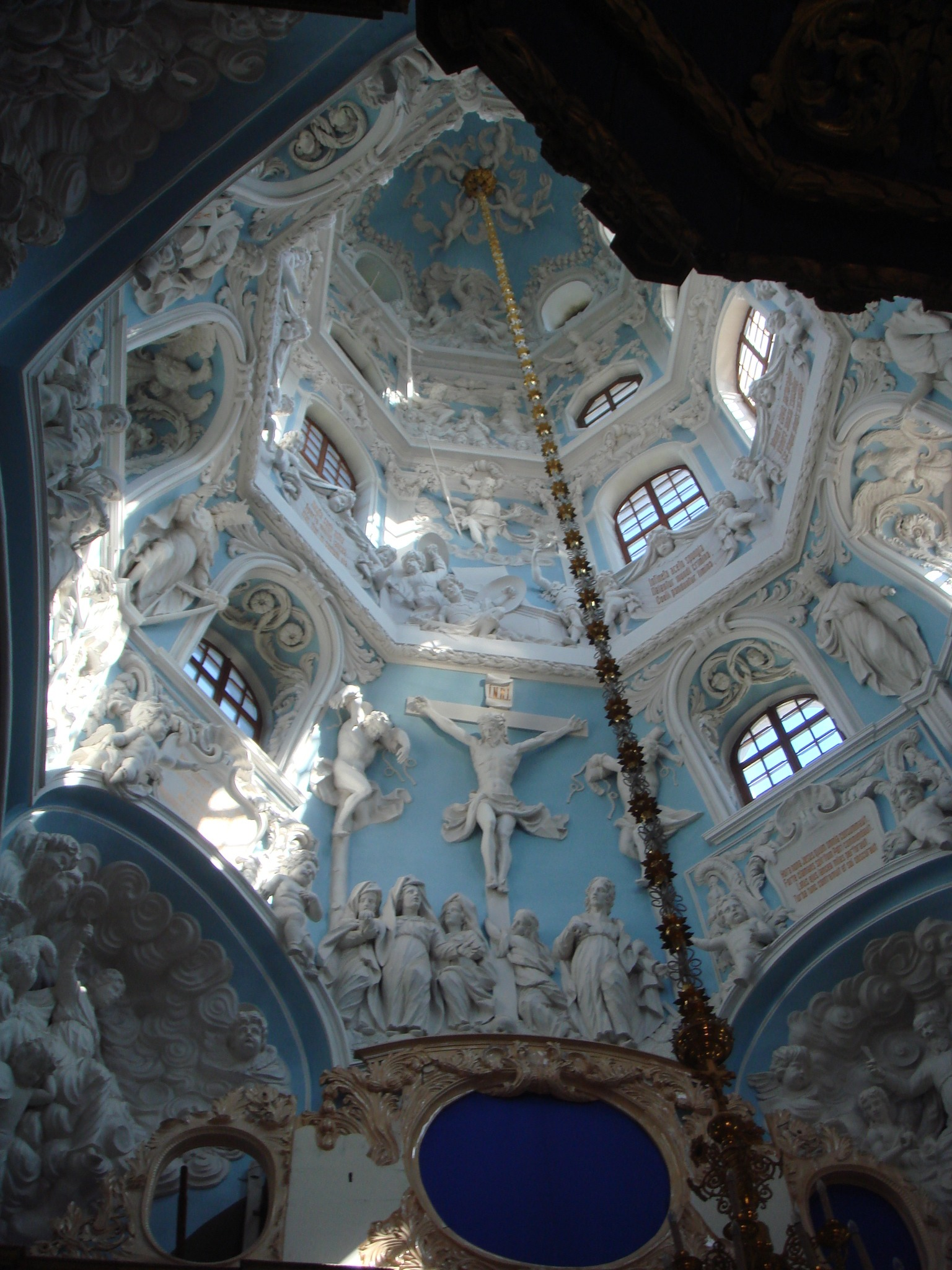
俄罗斯杜布罗夫斯基的圣母显身教堂（Знаменская церковь）有個華麗雕琢的洛可可變體：俄罗斯式攒尖顶。
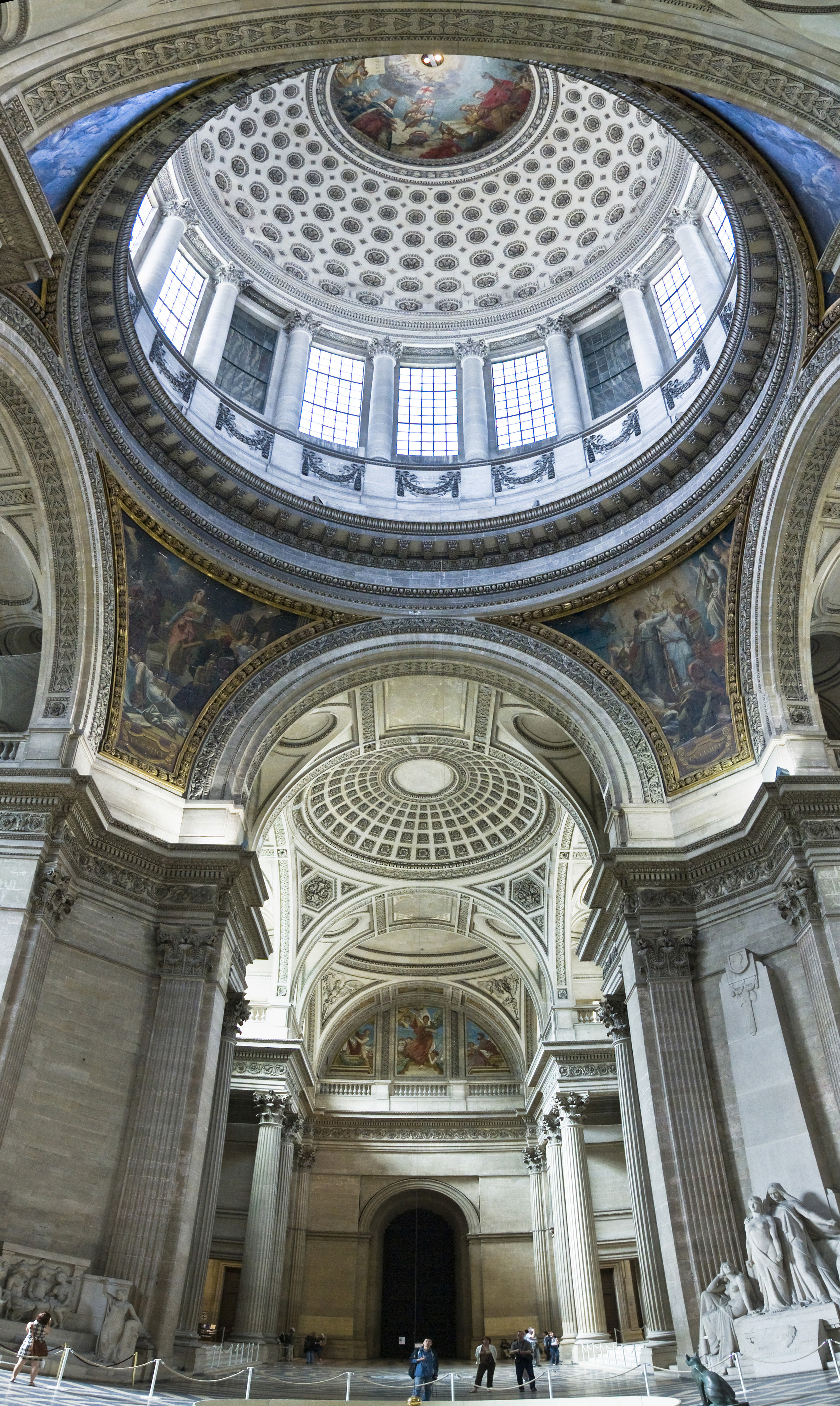
18世纪的巴黎先贤祠有一个巨筒上的圆顶。

#### 内殿、诗班席
| 内殿（Chancel）     | 回廊（Ambulatory） |
| 祭室（Apse chapel） | 半圆形后殿（Apse） |

教堂內穿過耳堂、再往內部延伸的區域，在建築學上被稱為“內殿”（Chancel）。狹義的內殿僅僅包括詩班席（Choir）和帶有祭壇（Altar）的聖所（Sanctuary）。廣義上其實包括交叉甬道以東的所有區域。這種建築建構在羅馬式和哥德式建築中較常見。詩班席所在的地方通常包含詩班位、聖所及主教座位（Cathedra）。
在有著兩個耳堂的英國主教座堂裡，詩班席旁邊還有一個區域稱作聖台所（Presbytery）。這是牧師或僧侶做個人禱告的地方。通常在教堂的東部末端還有許多額外的祭室，其中最重要的聖母堂（Lady Chapel）就是用來侍奉聖母瑪利亞的。

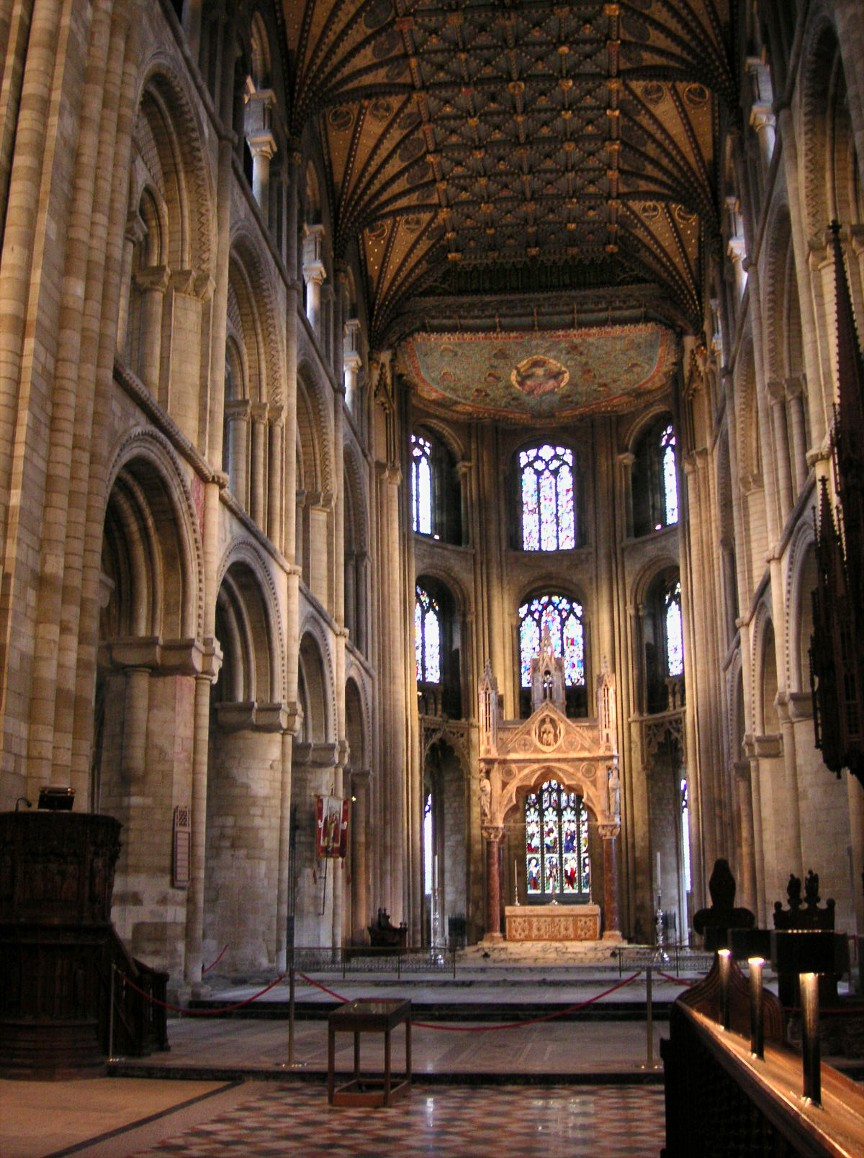
英格兰彼得伯勒座堂内罗马式的诗班席
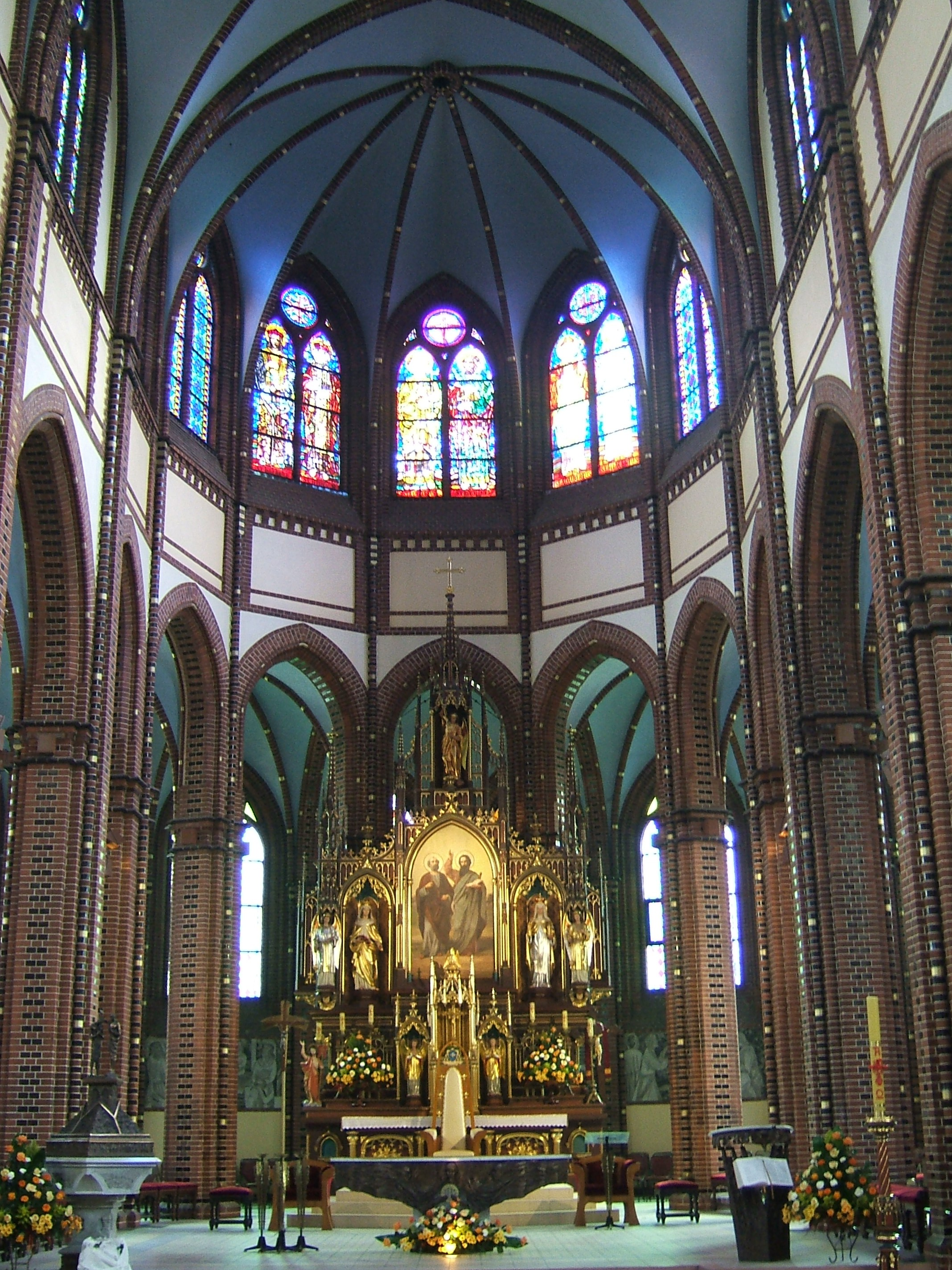
波兰格利维采红砖哥特式风格的圣彼得和保罗主教坐堂
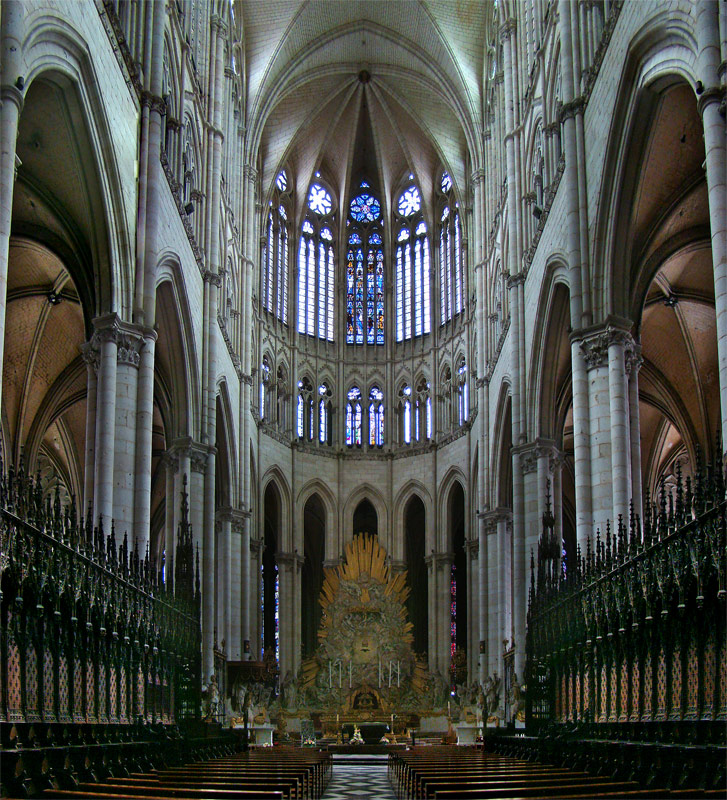
法国亚眠主教座堂内哥特式的诗席班
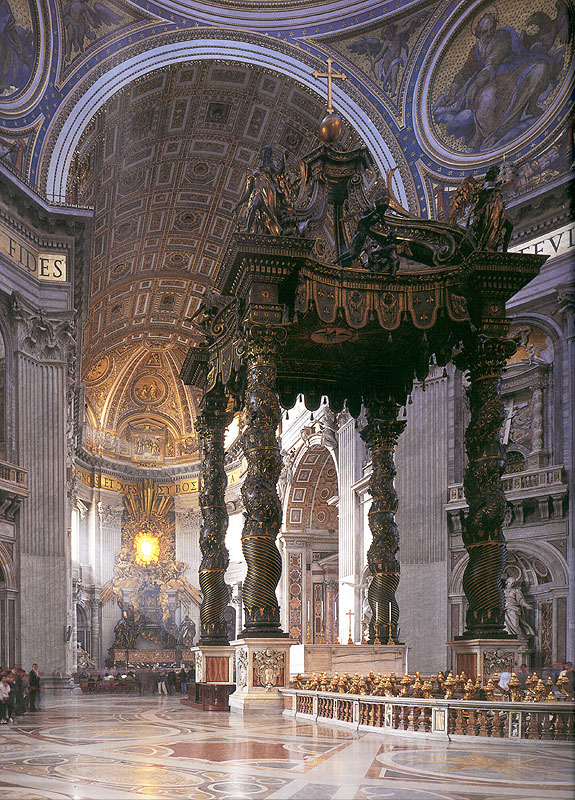
梵蒂岡聖彼得大教堂内的诗班席和教皇祭坛

#### 祭坛

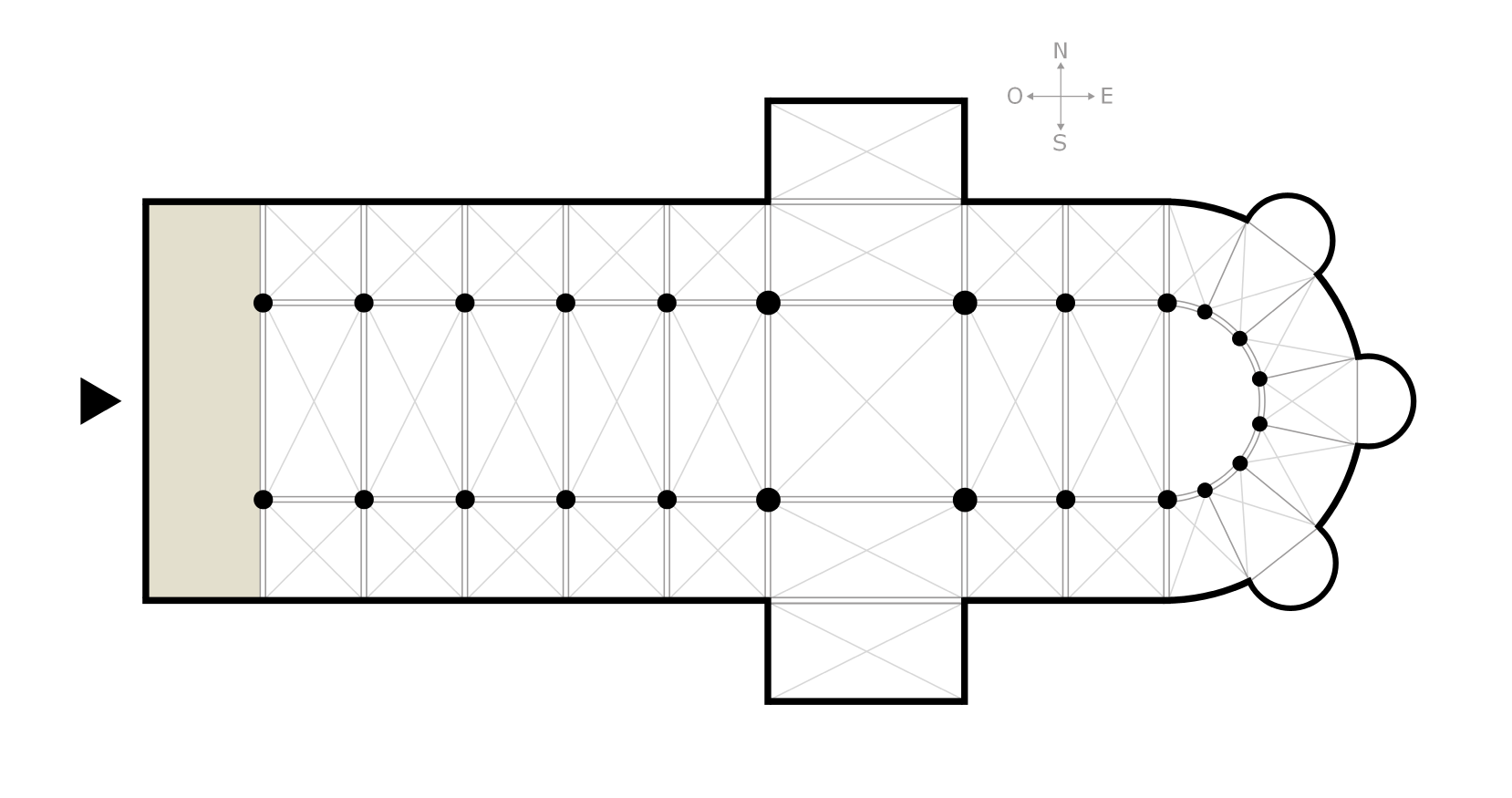
前廊-Narthex（英语：Narthex）
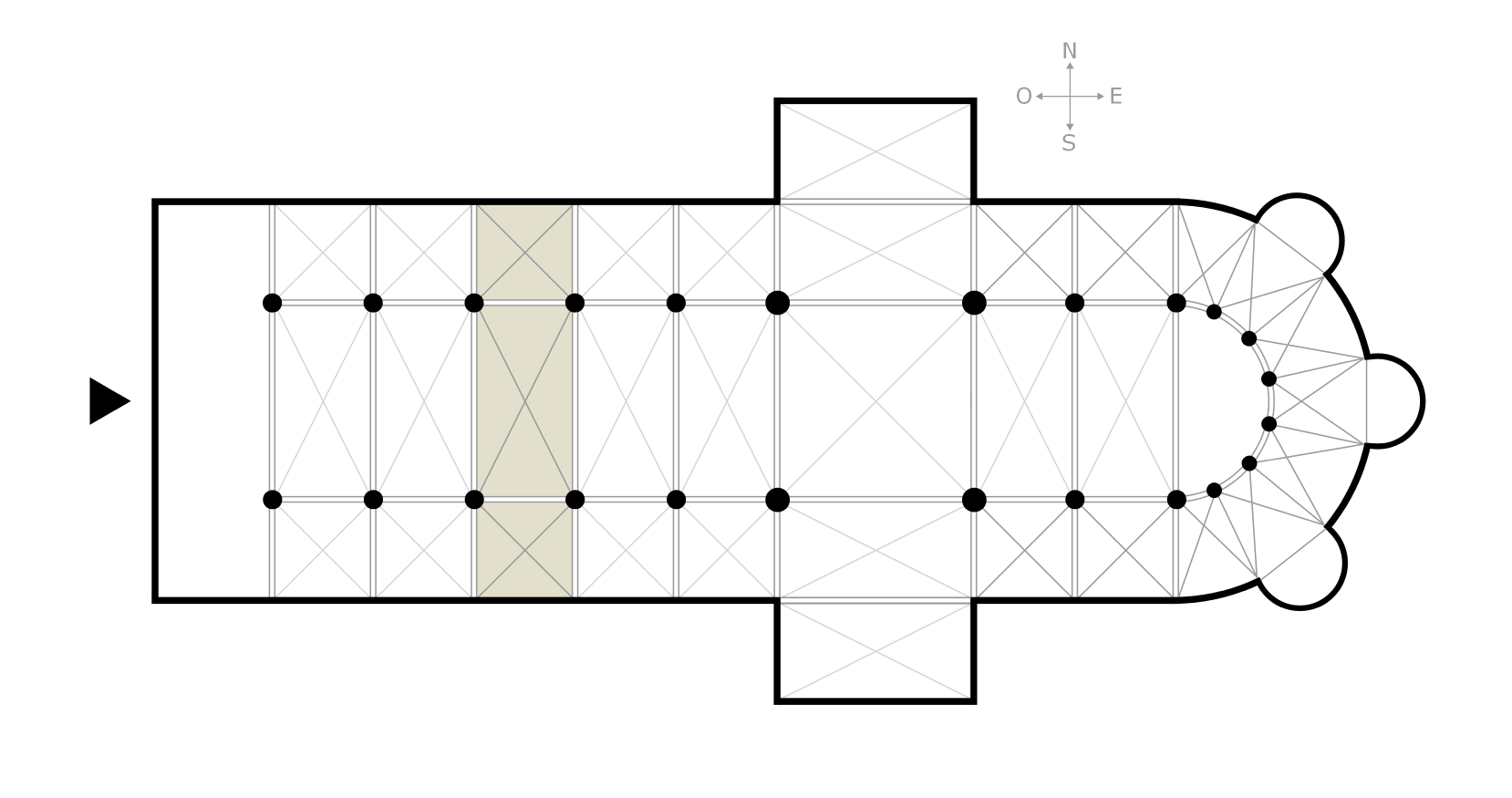
四柱间-Bay（英语：Bay (architecture)）
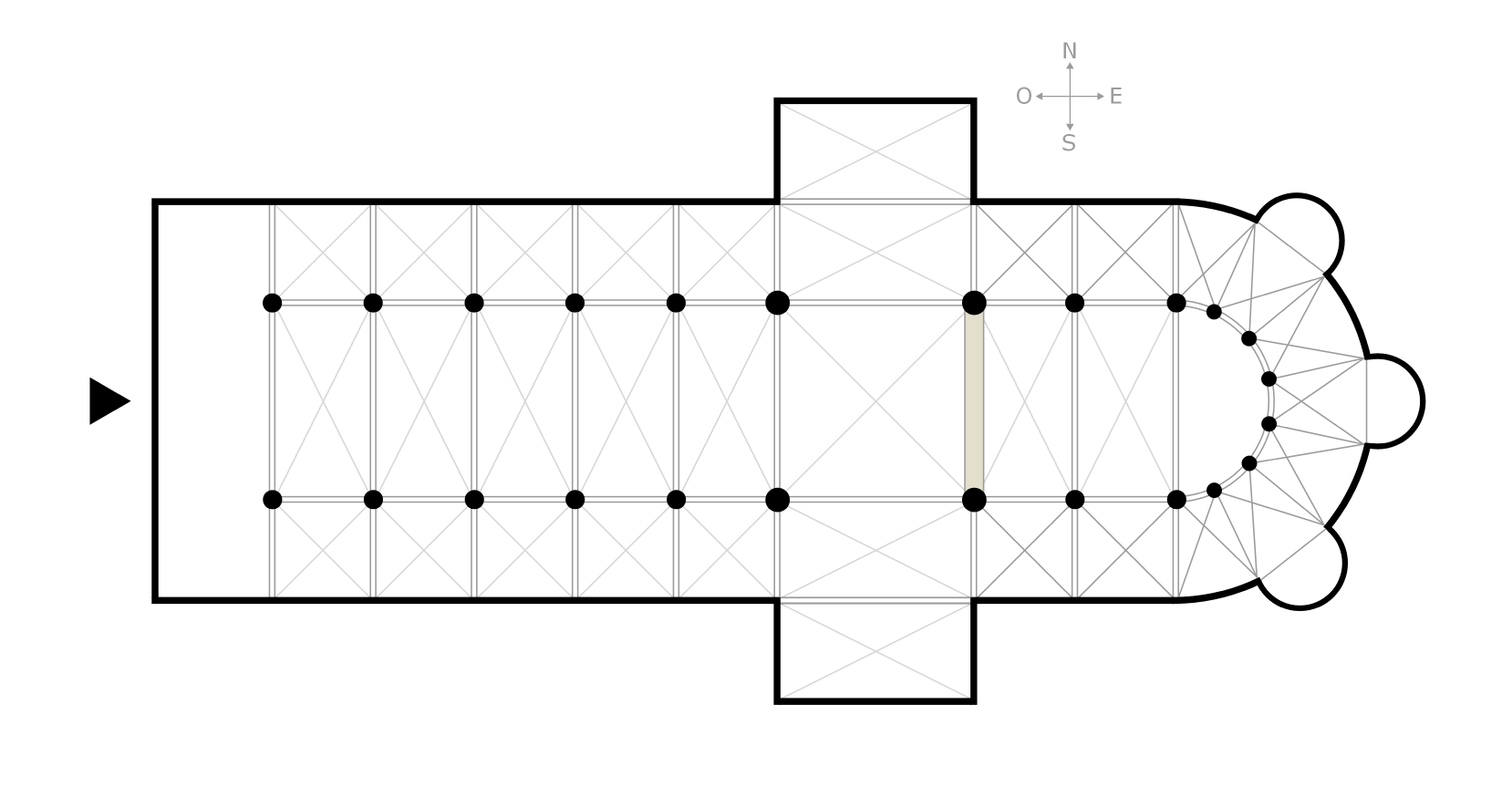
圣坛屏-Iconostasis
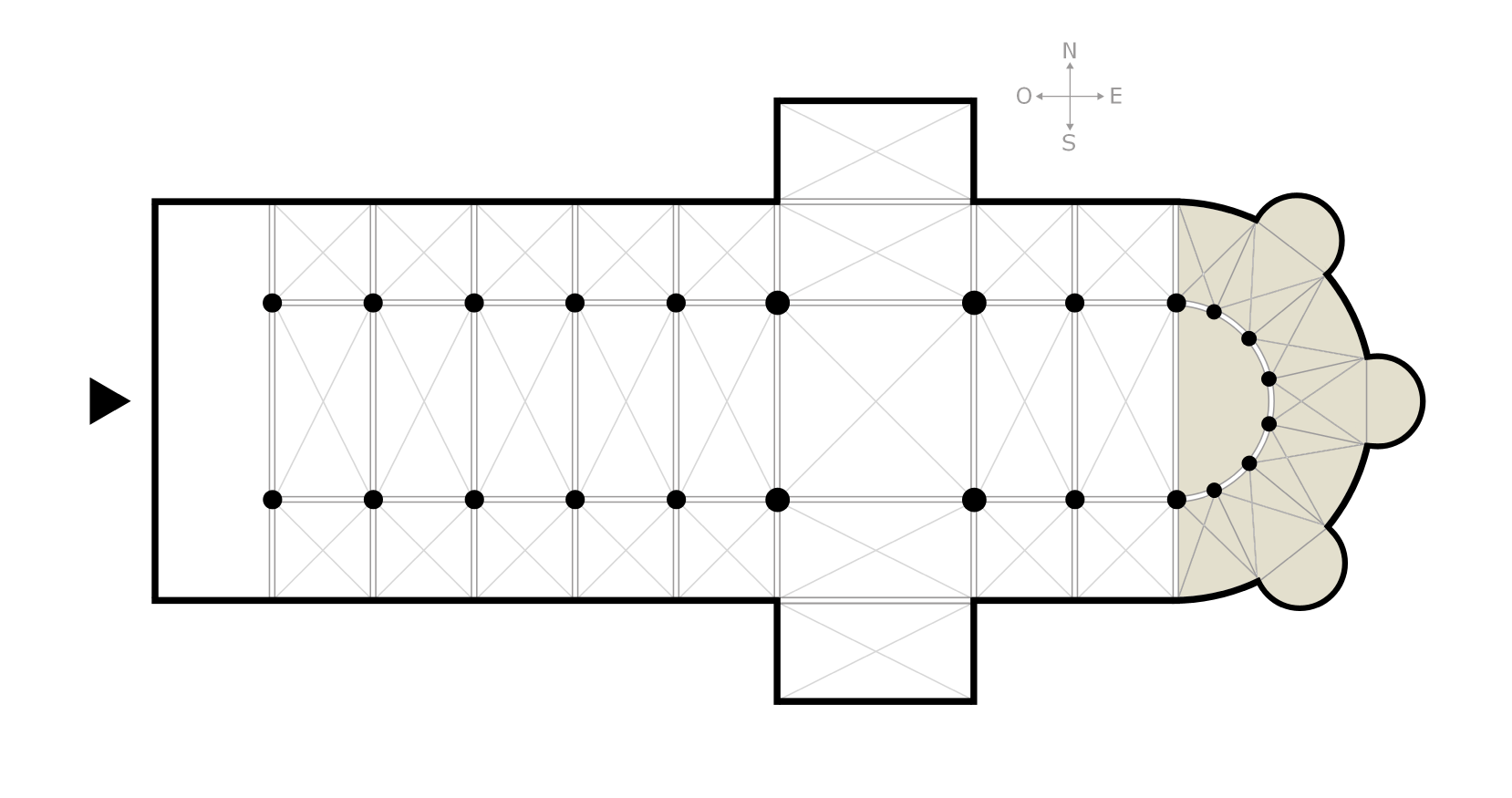
圆室-Chevet